# Lucy (sonde spatiale)
Pour les articles homonymes, voir Lucy.
Lucy est une mission spatiale de l'agence spatiale américaine, la NASA, dont l'objectif est d'étudier en les survolant six astéroïdes troyens de Jupiter, qui sont positionnés aux points de Lagrange L4 ou L5 de cette planète. Le projet proposé par le Southwest Research Institute (SWRI) a été sélectionné en 2017 dans le cadre du programme Discovery qui rassemble les missions d'étude du Système solaire américaines à coût modéré. La sonde spatiale lancée le 16 octobre 2021 doit survoler les différents astéroïdes entre 2027 et 2033.
Lucy est le premier engin spatial à s'approcher des astéroïdes troyens. Ces corps célestes aux caractéristiques hétérogènes seraient, selon le modèle de formation du système solaire dit de Nice, des objets qui étaient situés initialement dans différentes parties du système solaire dont certains dans la ceinture de Kuiper, au-delà des planètes externes. Ils auraient été déplacés aux points de Lagrange de Jupiter par le mouvement des planètes gazeuses géantes survenu dans les premiers âges de notre système solaire. Si cette modélisation est exacte, ces astéroïdes seraient composés des matériaux primitifs qui se sont agrégés au début de l'histoire du Système solaire. Quatre des corps survolés sont de type D et P, catégories d'astéroïdes qui n'ont jamais été étudiées jusque-là. Deux de ces astéroïdes forment un système binaire.
La sonde spatiale, fabriquée par Lockheed Martin, a une masse de 1,5 tonne dont plus de 700 kilogrammes d'ergols utilisés pour les différentes corrections de trajectoire nécessaires pour survoler ses objectifs. Le corps de la sonde spatiale est un parallélépipède de 1  à   2 mètres de côté supportant deux immenses panneaux solaires circulaires de 7 mètres de diamètre dont la surface permet de compenser l'éloignement du Soleil lors des survols. Lucy emporte trois instruments scientifiques, qui avaient été mis au point pour la mission New Horizons lancée en 2006 et qui sont installés sur une plateforme orientable : un spectromètre-imageur fonctionnant dans le visible et le  proche infrarouge, une caméra à haute résolution, et un spectromètre observant dans l'infrarouge thermique. Ces instruments doivent déterminer la composition de la surface, sa géologie, les caractéristiques générales (masse, densité…) et détecter la présence d'éventuels satellites ou anneaux. La mission doit affiner notre connaissance des astéroïdes troyens et plus généralement de la population des astéroïdes et permettre de disposer de nouvelles données sur les premiers corps créés lors de la formation du système solaire. L'objectif ultime est de contribuer à valider le modèle de Nice ou à défaut d'apporter des éléments pour contraindre un nouveau modèle de formation du système solaire.

## Contexte

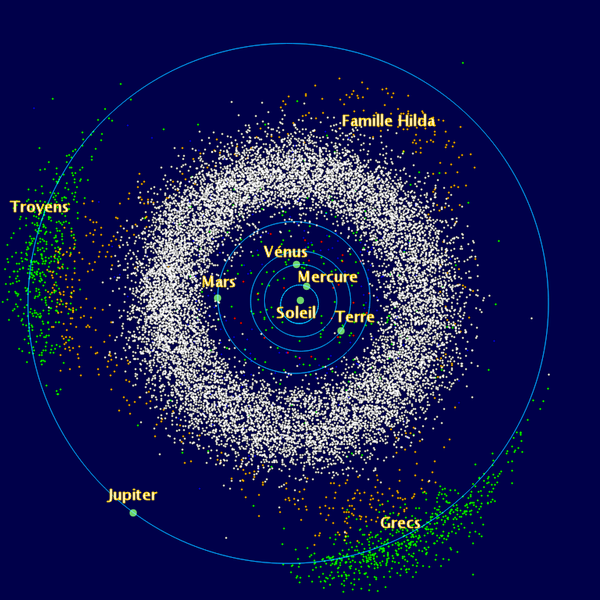
Positions des astéroïdes troyens de Jupiter (grecs et troyens).

La mission spatiale Lucy doit survoler plusieurs  astéroïdes troyens de Jupiter, caractérisés par leur positionnement aux points de Lagrange L4 ou L5 du système Soleil-Jupiter. Selon le modèle de Nice certains de ces astéroïdes seraient des fossiles du processus de formation du Système solaire.

### Astéroïdes troyens de Jupiter

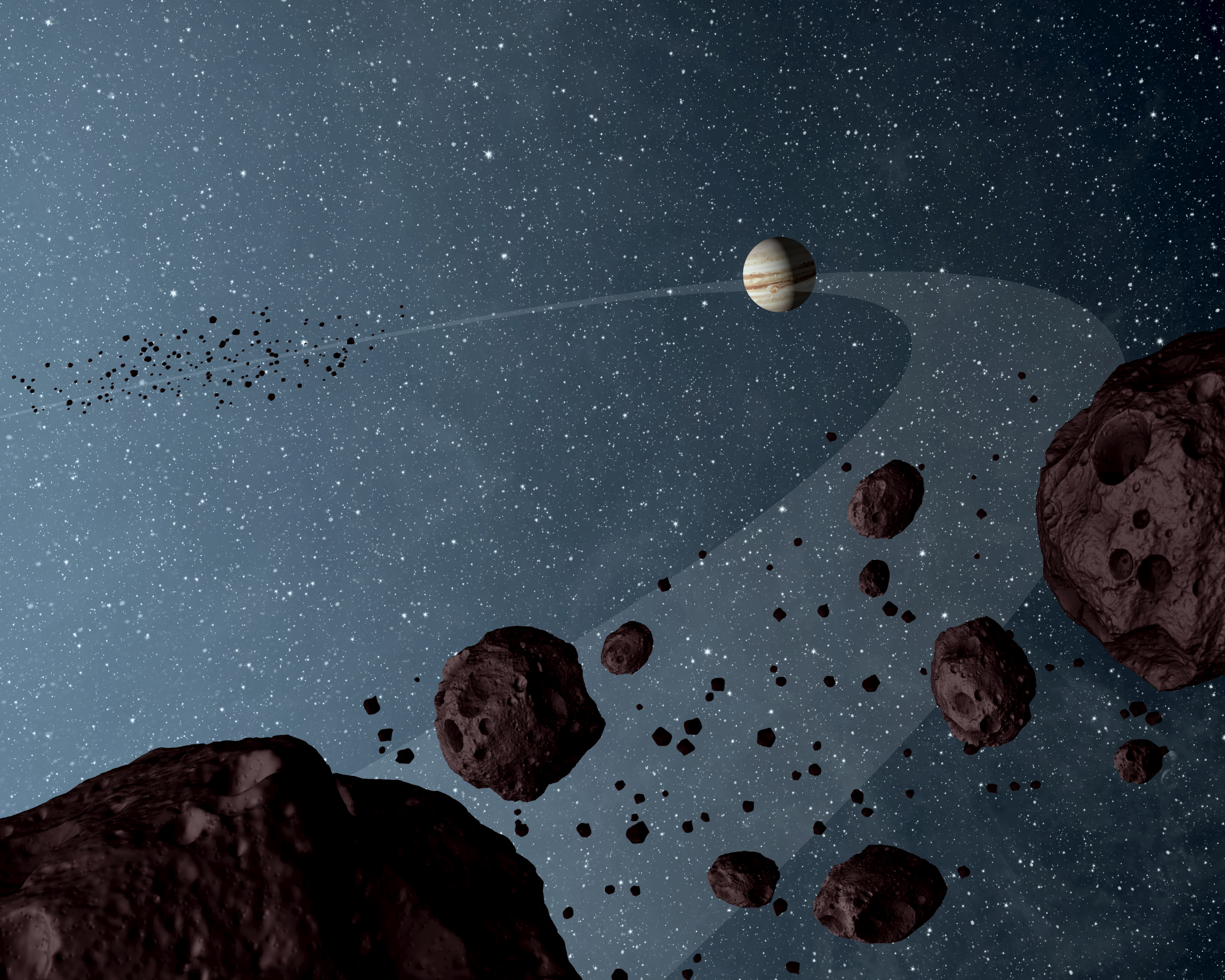
Les astéroïdes troyens aux points de Lagrange et et Jupiter circulent sur la même orbite (vue d'artiste avec le groupe opposé d'astéroïdes et Jupiter énormément agrandis).

Les astéroïdes troyens de Jupiter sont des petits corps célestes qui circulent sur la même orbite que Jupiter autour du Soleil, à 5 unités astronomiques (U.A.) du Soleil, en se maintenant en permanence à environ 60° de la planète géante en arrière et en avant de celle-ci. D'après les observations effectuées à l'aide de télescopes terrestres ou spatiaux, ce groupe compte plus de un million d'astéroïdes de plus de 1 kilomètre de diamètre. Le plus volumineux a un diamètre d'environ 200 kilomètres (Hektor),. Les astéroïdes troyens sont caractérisés par leur position dans deux régions de l'espace, les points de Lagrange L4 et L5 présentant des propriétés particulières : les forces de gravitation du Soleil et de Jupiter s'y équilibrent ce qui maintient en place des corps célestes dont la taille est relativement faible comme les astéroïdes. Il est toutefois tout aussi difficile pour un corps céleste de s'installer aux points de Lagrange L4 et L5 que de les quitter. Par ailleurs les astronomes ont longtemps pensé que ces populations d'astéroïdes s'étaient formées au niveau de l'orbite de Jupiter et que leur composition était donc le reflet de celle de la nébuleuse solaire à cet endroit. Mais des observations relativement récentes ont montré qu'elles étaient constituées d'objets aux caractéristiques très différentes. Jusqu'à la mise au point du modèle de Nice en 2005 aucun scénario de formation du système solaire ne permettait d'expliquer l'hétérogénéité des astéroïdes troyens et leur arrivée aux points de Lagrange L4 et L5,.

### Modèle de Nice
Le  modèle de Nice est un scénario mis au point en 2005 décrivant la formation et l'évolution du Système solaire. Ce scénario fournit une explication à un certain nombre de caractéristiques jusque là inexpliquées du Système solaire notamment la position et l'absence d’homogénéité de la population des astéroïdes troyens de Jupiter. Selon le modèle de Nice, les planètes géantes gazeuses du Système solaire (Jupiter, Saturne, Uranus, Neptune) occupaient initialement des orbites beaucoup plus proches du Soleil. Des phénomènes de résonance orbitale ont entrainé des modifications de ces orbites en déstabilisant tout le système solaire. C'est durant cette période que des astéroïdes en provenance de l'ensemble de la nébuleuse solaire se sont installés aux points de Lagrange L4 et L5 du système Soleil-Jupiter : durant cette phase ces points de Lagrange étaient "ouverts" (des objets pouvaient y migrer contrairement à la situation actuelle). Le modèle de Nice explique donc la diversité des astéroïdes troyens de Jupiter (caractéristiques physiques, composition) qui seraient issus d'orbites situées à des distances variables du Soleil. Selon ce scénario certains seraient originaires des régions externes du système solaire (au niveau de la ceinture de Kuiper actuelle entre 15  et   30 unités astronomiques). Les astéroïdes piégés en L4/L5 seraient des  planétésimaux qui se seraient formés au début de l'histoire du Système solaire et seraient restés inchangés depuis. De ce fait ils constituent des « fossiles » formés des matériaux primitifs du système solaire,,.

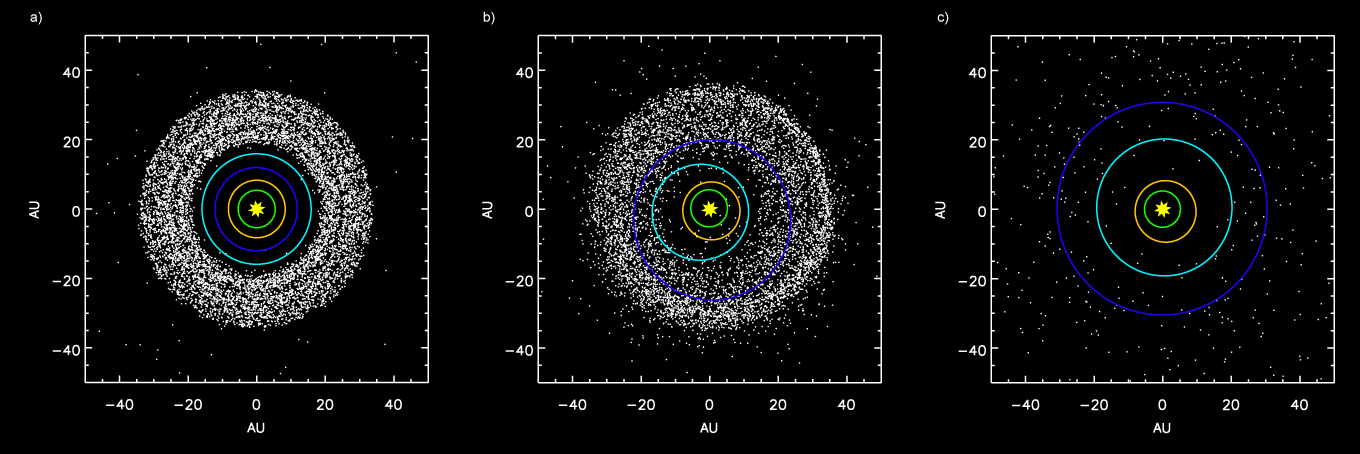
Simulation montrant l'évolution de l'orbite des planètes externes et la ceinture de Kuiper selon le modèle de Nice :
a) Avant la résonance 2:1 de Jupiter et Saturne.
b) Dispersion des objets de la ceinture de Kuiper dans le système solaire après la migration de Neptune.
c) Après l'éjection d'objets de la ceinture de Kuiper par Jupiter.
Les points blancs sont les planétésimaux, les cercles sont les orbites des différentes planètes géantes : Jupiter est représentée en vert, Saturne en orange, Uranus en bleu clair et Neptune en bleu foncé.

## Historique du projet
La mission Lucy est développée pour répondre à un des objectifs prioritaires défini au début de la décennie 2010 par la communauté scientifique américaine dans le domaine de la planétologie. Le projet est proposé par un des concepteurs du modèle de Nice et sélectionné en 2017 par la NASA dans le cadre du programme Discovery qui regroupe des missions d'exploration du système solaire à faible coût.

### Le rapport décennal sur les sciences planétaires de 2013
Le Rapport décennal sur les sciences planétaires est une publication du Conseil national de la recherche des États-Unis, réalisée tous les dix ans, qui définit les axes de recherche prioritaires du programme d'exploration du système solaire. Le rapport de 2013, prenant en compte les hypothèses du modèle de Nice de 2005, identifie parmi les missions prioritaires l'étude des astéroïdes troyens de Jupiter. La communauté scientifique sait très peu de choses de ces petits corps car aucun engin spatial ne les a, jusque là, survolé. Peu de données peuvent être collectées avec les télescopes terrestres et spatiaux les plus puissants car ces astéroïdes sont à la fois de petite taille, sombres et très éloignés de la Terre. Une mission spatiale chargé d'observer un nombre aussi élevé que possible d'astéroïdes troyens permettra de valider le scénario défini par le modèle de Nice. Si celui-ci retrace bien le scénario de formation du Système solaire, cette mission fournira des informations importantes sur les débuts du Système solaire (évolution des orbites des planètes géantes) et éventuellement sur les composés organiques à l'origine de la vie sur Terre. Si les données collectées contredisent le modèle de Nice, elles permettront de poser les bases d'un nouveau modèle de formation du système solaire,.

### Élaboration de la mission par Levison et Olkin

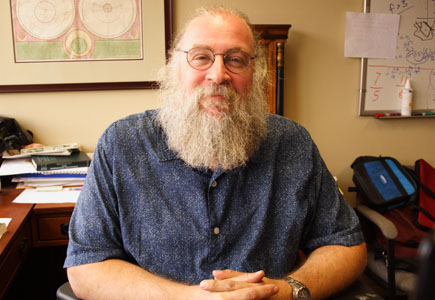
Harold F. Levison est le responsable scientifique de la mission.

Harold F. Levison est un planétologue américain, spécialiste de la dynamique des planètes, qui travaille au sein du Southwest Research Institute (SWRI) à Boulder dans le Colorado. Levison est un des quatre chercheurs à l'origine du modèle de Nice. En réponse au rapport décennal de 2013, il développe un concept de mission de survol des astéroïdes troyens avec Catherine Olkin qui avait déjà proposé une mission analogue en 2010. Mais alors que la proposition de Olkin prévoyait le survol d'un unique astéroïde troyen et d'un astéroïde Centaure, la mission proposée comprend le survol de plusieurs astéroïdes troyens aux caractéristiques variées. L'objectif principal est Eurybates qui fait partie d'une famille issue de la fragmentation, à la suite d'une collision, d'un astéroïde de plus grande taille. Du fait de cette origine, son survol pourrait apporter des informations importantes sur sa nature. L'autre objectif initial est Oros, un astéroïde troyen faisant partie d'une catégorie (D) jamais étudiée jusque là. En définissant une trajectoire répondant aux contraintes de protection planétaire de la NASA, c'est-à-dire dans le cas de Lucy ne présentant pas de risque d'écrasement à la surface de Mars et Europe au cours des 50 années postérieures à la fin de la mission, l'équipe de Levison découvre que la sonde spatiale peut survoler au prix de corrections de trajectoire de faible ampleur (617) Patrocle et  Ménétios, un couple d'astéroïdes troyens de taille similaire orbitant l'un autour de l'autre. Enfin au cours du développement du projet le survol de trois autres astéroïdes (dont deux troyens) est ajouté,.
Le projet de mission est baptisé Lucy reprenant l'appellation de la proposition d'Olkin de 2010. Ce nom est une allusion indirecte à l'objectif de la mission (= retrouver des indices validant le processus de formation du système solaire). Lucy est en effet le nom donné à un fossile d'australopithèque découvert en 1974 par une équipe de chercheurs américains, français et éthiopiens qui a révolutionné notre connaissance des origines humaines, en démontrant que l'acquisition de la bipédie datait d'au moins 3 millions d’années,.

### Sélection dans le cadre du programme Discovery

Logo de la mission.

En février 2014 est lancé l'appel à propositions des treizième et quatorzième missions du programme Discovery de la NASA. Ce programme finance des missions scientifiques d'exploration du système solaire à petit budget (540 millions US$). Levison et Olkin décident de proposer leur projet. Ils choisissent comme partenaire industriel Lockheed Martin qui a construit la sonde spatiale OSIRIS-REx lancée en 2016 pour ramener un échantillon du sol de l'astéroïde (101955) Bénou. Ils s'associent également dès ce stade au centre de vol spatial Goddard, établissement de la NASA ayant une longue expérience dans le domaine de l'exploration du système solaire. Pour réduire les couts, les instruments scientifiques sont dérivés de ceux embarqués sur les sondes spatiales New Horizons et OSIRIS-REx. Le résultat de leur étude, un rapport de 250 pages, est remis à la NASA en février2015.
Pour la sélection des deux missions Discovery, plusieurs conditions financières sont précisées par l'agence spatiale américaine,, :
- Un tiers du coût de la mission peut être pris en charge par un partenaire international sans être inclus dans le plafond du budget fixé à 450 millions de dollars américains.
- La NASA apporte un bonus de 30 millions de dollars aux propositions qui retiennent le système de communications optique laser testé par la sonde lunaire LADEE.

La sélection se fait en trois étapes : la première sélection est suivie d'un deuxième tour à l'issue duquel seulement deux finalistes sont retenus pour une étude plus approfondie.
Le projet Lucy fait partie des cinq missions (sur 27 propositions) retenues en septembre 2015 à l'issue du premier tour de sélection. Pour départager les cinq équipes encore en lice, celles-ci reçoivent 3 millions de dollars pour détailler leur étude dans un délai d'un an. Levison et Olkin remettent à la NASA en août 2016 leur étude détaillée (un document de 929 pages). À l'issue d'un oral, durant lequel l'équipe projet est soumis aux questions d'une quarantaine d'experts de la NASA, la mission Lucy est retenue le 4 janvier 2017 en même temps que Psyché. Lucy doit être développée pour un lancement programmé en 2021 tandis que Psyché doit être lancée en 2023. Les trois candidats non retenus seront plus heureux par la suite : DAVINCI+ et VERITAS seront sélectionnés en 2021 dans le cadre du programme Discovery et NEO Surveyor (ex NEOCam) en 2019 au titre du programme de défense planétaire.

### Construction de la sonde spatiale

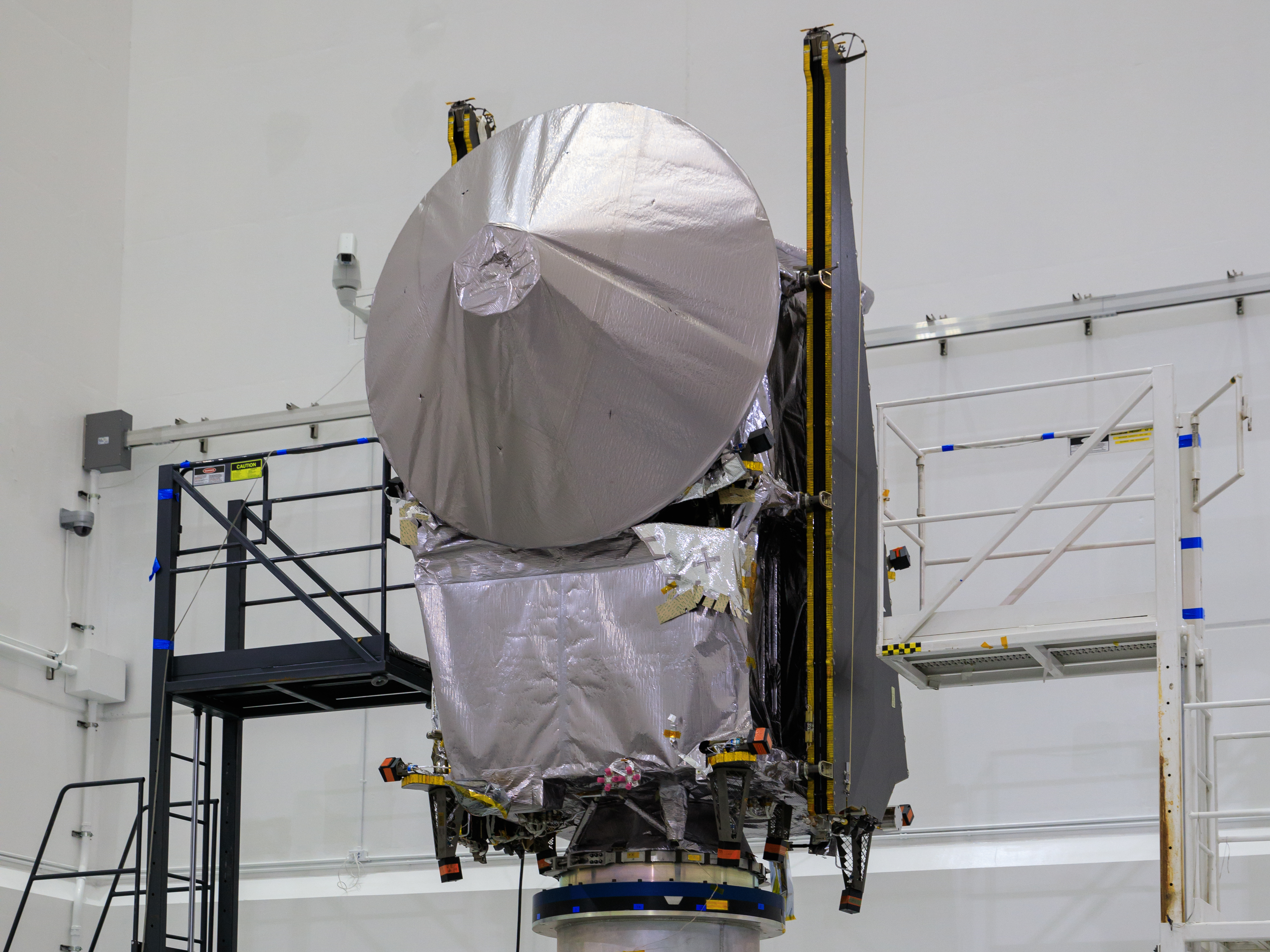
Lucy est testé après assemblage. On distingue au premier plan l'antenne parabolique et sur le côté un des deux panneaux solaires en position repliée.

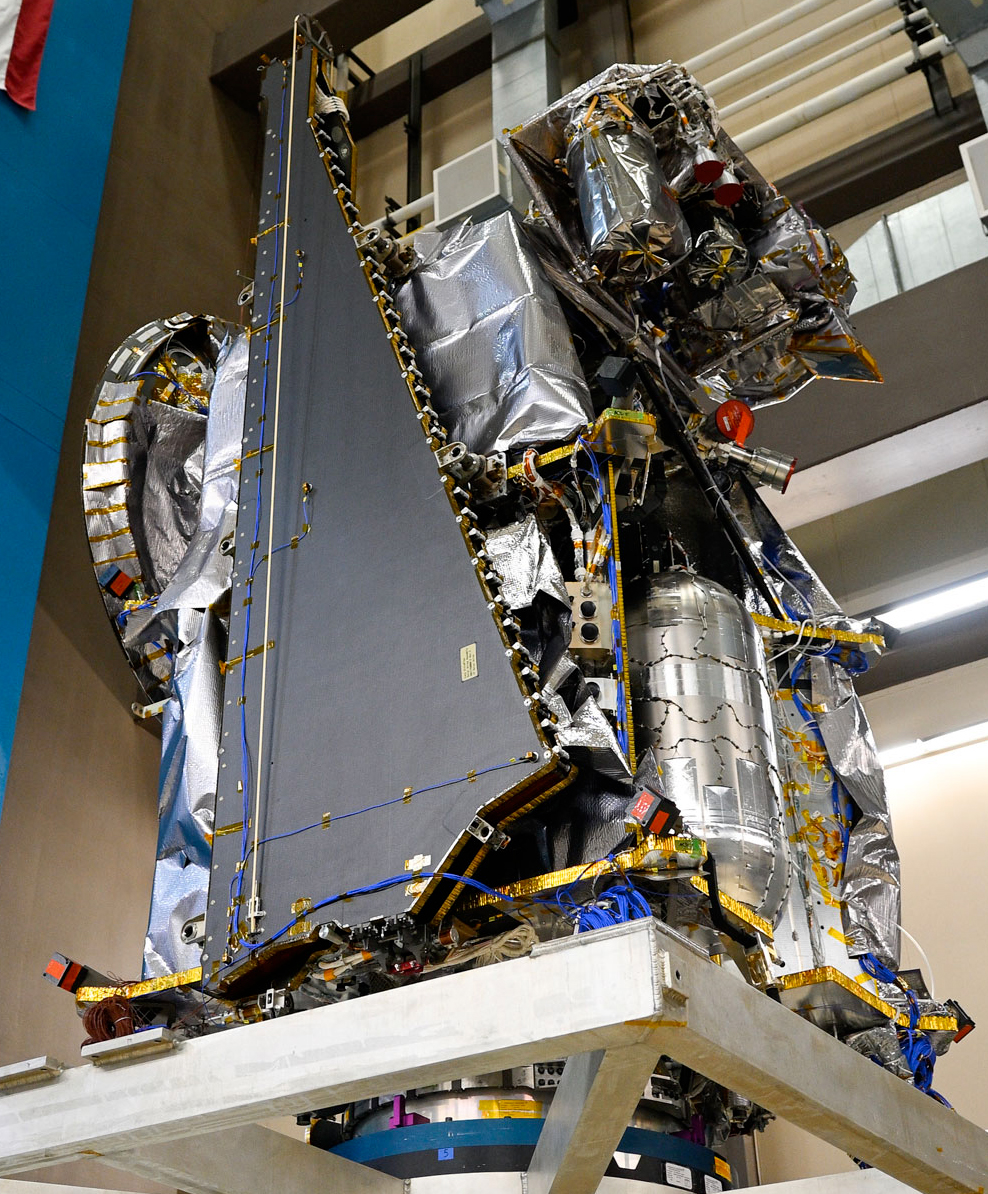
Sur cette deuxième vue de la sonde spatiale, on distingue le panneau solaire en position repliée avec une forme triangulaire. Celui-ci occupe un volume restreint compte tenu de sa surface une fois déployé.

Le 30 octobre 2018, le projet passe avec succès la revue qui clôt la phase B. Celle-ci fige le budget, la planification du développement (avec lancement en 2021) et les caractéristiques des instruments scientifiques embarqués. En janvier 2019, la NASA sélectionne le lanceur Atlas V 401 pour le lancement de la sonde spatiale. L'ensemble de la prestation de lancement (lanceur, préparation…) est facturée 148,3 millions US$. La revue de conception détaillé (CDR) qui fige la conception détaillée et permet le lancement de la fabrication de la sonde spatiale est réalisée en octobre 2019. Pour identifier d'éventuels obstacles (anneaux, satellites) sur la trajectoire de la sonde spatiale, qui seraient présents à proximité des astéroïdes survolés, l'équipe du projet a obtenu des temps d'observations sur l'observatoire spatial Hubble. Les images prises permettent d'identifier de manière certaine en janvier 2020 (une première image avait été prise en 2018) un petit satellite tournant autour d'(3548) Eurybate.
L'assemblage de la plateforme de la sonde spatiale avec ses instruments débute fin août 2020 dans l'établissement de Littleton (Colorado) de la société Lockheed Martin Space. Le planning prévu est respecté malgré l'épidémie de Covid qui affecte fortement l'économie du pays durant cette période. Le premier des trois instruments scientifiques, la caméra L'LORRI, réalisée par l'Applied Physics Laboratory de l'Université Johns Hopkins, est installée sur la plateforme de la sonde spatiale fin octobre 2020. L'assemblage du troisième et dernier instrument, L’Ralph réalisé par le centre de vol spatial Goddard, s'achève début février 2021. Le déploiement des gigantesques panneaux solaires, développés par l'établissement de Goleta (Californie) de la société Northrop Grumman, est testé début avril avec succès dans une chambre à vide installée sur le site d'assemblage de la sonde spatiale. Fin juillet 2021, après l'achèvement des tests, la sonde spatiale est transférée au Centre spatial Kennedy (Floride) pour les derniers préparatifs avant le lancement.

## Objectifs de la mission
Lucy doit contribuer à répondre à plusieurs questions fondamentales énoncées dans le cadre du Planetary Science Decadal Survey de 2013 :
- quelles sont les premières phases, les conditions et les processus de la formation du Système solaire ?
- comment les planètes gazeuses géantes se sont-elles agrégées et y a-t-il des indices de leur changement d'orbite ?
- quels sont les processus qui ont contribué à l'accrétion et quel rôle a joué le bombardement par de gros objets célestes ?
- quelle est l'origine des composés organiques ?

Les objectifs scientifiques fixés à la mission sont d'effectuer les mesures suivantes pour tous les astéroïdes survolés :
- composition de la surface : carte en couleurs, composition, propriétés du régolite, distribution des minéraux, des glaces et matières organiques ;
- géologie : albédo, forme, distribution et taille des cratères, nature de la croûte, datation de la surface ;
- structure : masse, densité, composition interne (déterminée via les éjectas), fractures, etc. ;
- nombre, position et distribution des satellites d'astéroïdes ayant une taille supérieure au kilomètre et des anneaux épais entourant ceux-ci.

| Caractéristique                        | Besoin |
| -------------------------------------- | --- |
| Forme et géologie                      | Images panchromatiques de la surface complète de l'astéroïde prises toutes les 1/24 à 1/13 de rotation.                                         |
| Forme et géologie                      | Série d'images panchromatiques prises avec des angles de phase séparés de 15 à 25°.                                                             |
| Forme et géologie                      | Série d'images panchromatiques prises avec des angles de phase séparés de 15 à 25°.                                                             |
| Modèle d'élévation des terrains        | Photos panchromatiques d'une superficie ≥ 100 km2 avec une résolution spatiale ≤ à 200 mètres sous deux angles (images stéréo).                 |
| Dégradation des formations géologiques | Photos panchromatiques d'une superficie ≥ 500 km2 avec une résolution spatiale ≤ 100 mètres.                                                    |
| Caractéristiques des cratères          | Photos panchromatiques sur une superficie ≥ 700 km2 des cratères ayant un diamètre de 7 km ou plus.                                             |
| Caractéristiques des cratères          | Photos panchromatiques sur une superficie ≥ 10 km2 des cratères ayant un diamètre de 70 mètres ou plus.                                         |
| Satellites                             | Détection de satellites ayant un diamètre ≥ 2 km et une magnitude photovisuelle (pv) supérieure à 0,04.                                         |
| Unités géologiques                     | Images en couleur prises au cours d'une rotation complète espacées d'un sixième à un tiers de rotation.                                         |
| Matériaux exposés                      | Photos en couleur d'une superficie ≥ 700 km2 avec une résolution spatiale ≤ 1,5 kilomètre.                                                      |
| Matériaux exposés                      | Photos en couleur d'une superficie ≥ 150 km2 avec une résolution spatiale ≤ 600 mètres.                                                         |
| Étendue de la bande spectrale          | 1 à 3,8 microns. |
| Résolution spectrale                   | Détection des formations caractérisées par une profondeur spectrale ≥ 4% et une largeur spectrale >= 70 nanomètres.                             |
| Variations dans la composition         | Images spectrales prises au cours d'une rotation complète espacées d'un sixième à un tiers de rotation.                                         |
| Variations dans la composition         | Images spectrales caractérisées par une résolution spectrale (r) et couvrant une superficie (A) satisfaisant l'équation : r ≤ 2(A/1470,6)0,473. |
| Détermination de la masse              | Détermination de la masse avec une précision ≤ 25 % pour ρ ≥ 1 000 kg/m3.                                                                       |
| Caractéristiques thermiques            | Une mesure des caractéristiques thermiques de l'hémisphère nocturne et trois de la face éclairée.                                               |

## Astéroïdes étudiés

Sept des cibles de la mission Lucy : l'astéroïde binaire Patrocle/Menoetius, Eurybates, Orus, Leucus, Polymele et l'astéroïde de la ceinture principale Donaldjohanson.

Lucy doit tout d'abord survoler deux astéroïdes de la ceinture principale. La première cible est (152830) Dinkinesh, ajoutée en février 2023 à la liste des objets étudiés. Son survol sera suivi de celui de (52246) Donaldjohanson, astéroïde de type C. D'un diamètre de 4 kilomètres de diamètre, il orbite à une distance comprise entre 1,9  et   2,8 unités astronomiques du Soleil. Il fait partie de la famille d'Érigone. Ces survols, qui précèdent celui du premier astéroïde troyen, sont mis à profit pour effectuer une répétition des procédures appliquées pour les survols suivants.
Au cours de la mission, Lucy survolera cinq astéroïdes troyens de Jupiter et leurs satellites : deux de type C, deux de type D, sans doute originaires de la ceinture de Kuiper, et deux de type P[pas clair]. Les scientifiques estiment probable que ces cinq astéroïdes soient riches en matériaux organiques et que leur structure interne contiennent de l'eau. Ces astéroïdes sont :
- (3548) Eurybate, astéroïde troyen, présente la particularité d'être le plus gros fragment résultant de l'éclatement (à la suite d'un impact) d'un astéroïde plus volumineux qui a produit 218 astéroïdes identifiés. Compte tenu de cette origine les scientifiques ont bon espoir d'obtenir en le survolant des informations sur la structure interne des astéroïdes troyens[7]. Eurybate est un astéroïde de type C (caractéristique proche des chondrites carbonées) relativement sombre de 64 kilomètres de diamètre. Les astéroïdes de type C présentent un intérêt particulier car ils sont rares parmi les troyens (7 % des astéroïdes connus). Il dispose d'un satellite d'environ 1 kilomètre de diamètre, baptisé Queta, qui a été découvert en 2020[27].
- (11351) Leucos est un astéroïde troyen de type D de 40 kilomètres de diamètre. Il a la forme allongée d'un ballon de rugby avec une longueur de 31 kilomètres et un diamètre de 15 kilomètres. Sa caractéristique la plus marquante est sa vitesse de rotation extrêmement lente (périodicité = 466 heures). Découvert en 1997, il a été baptisé le 25 février 2016[28].
- (15094) Polymèle est un astéroïde troyen de type P de 24 kilomètres de diamètre. Sa période de rotation est de 6,1 heures. Découvert en 1999 il a été baptisé le 25 février 2016 d'après Polymèle, la femme de Ménétios et mère de Patrocle dans la mythologie grecque[28]. Il a un satellite, qui a été découvert en 2022.
- (21900) Oros est un astéroïde troyen de type D de 62 kilomètres de diamètre. Il a une taille proche de celle d'Eurybate mais il est d'un type/couleur différent et il ne résulte pas de l'éclatement d'un astéroïde parent. Ses caractéristiques permettront de comparer des objets d'une taille similaire mais ayant une couleur et un historique différent. Il a été observé pour la première fois en 1999, il a été baptisé le 25 février 2016[28].
- (617) Patrocle et Ménétios constituent un système binaire d'astéroïdes troyens de Jupiter. Explorés à la fin de la mission ce sont les seuls astéroïdes du point de Lagrange L5 qui seront étudiés. Tous deux ont un diamètre à peu près identique de 100 kilomètres et tournent autour d'un point central situé à peu près à mi-distance. Ce type de système binaire est relativement rare parmi les astéroïdes troyens mais est fréquent dans les objets de la ceinture de Kuiper (située au-delà de Pluton) ce qui pourrait indiquer un lien entre les deux populations[28].

| Caractéristique              | (152830) Dinkinesh et Selam | (52246) Donaldjohanson | (3548) Eurybate et Queta | (15094) Polymèle et son satellite | (11351) Leucos  | (21900) Oros    | (617) Patrocle et Ménétios |
| ---------------------------- | --------------------------- | ---------------------- | ------------------------ | --------------------------------- | --------------- | --------------- | -------------------------- |
| Photo/Image                  |                             |                        |                          |                                   |                 |                 |                            |
| Position                     | Ceinture principale         | Ceinture principale    | Point troyen L4          | Point troyen L4                   | Point troyen L4 | Point troyen L4 | Point troyen L5            |
| Type astéroïde               | S                           | C                      | C                        | P                                 | D               | D               | P (astéroïdal)             |
| Diamètre                     | 790 et 220 m                | 3,9 km                 | 64 km et ~0,8 km         | 21 km                             | 34 km           | 51 km           | 113 et 104 km              |
| Période de rotation (heures) |                             |                        | 8,7                      |                                   | 515             | 13,5            | 103                        |
| Albédo                       |                             | 0,1                    | 0,05                     | 0,091                             | 0,08            | 0,08            | 0,047                      |
| Excentricité                 | 0,11                        | 0,19                   | 0,09                     | 0,094                             | 0,07            | 0,04            | 0,12                       |
| Inclinaison orbitale         | 2,1°                        | 4,4°                   | 8,1°                     | 12,99°                            | 12°             | 8,5°            | 22°                        |
| Angle de phase initial       |                             | 14°                    | 78°                      |                                   |                 | 126°            | 18°                        |

## Déroulement de la mission

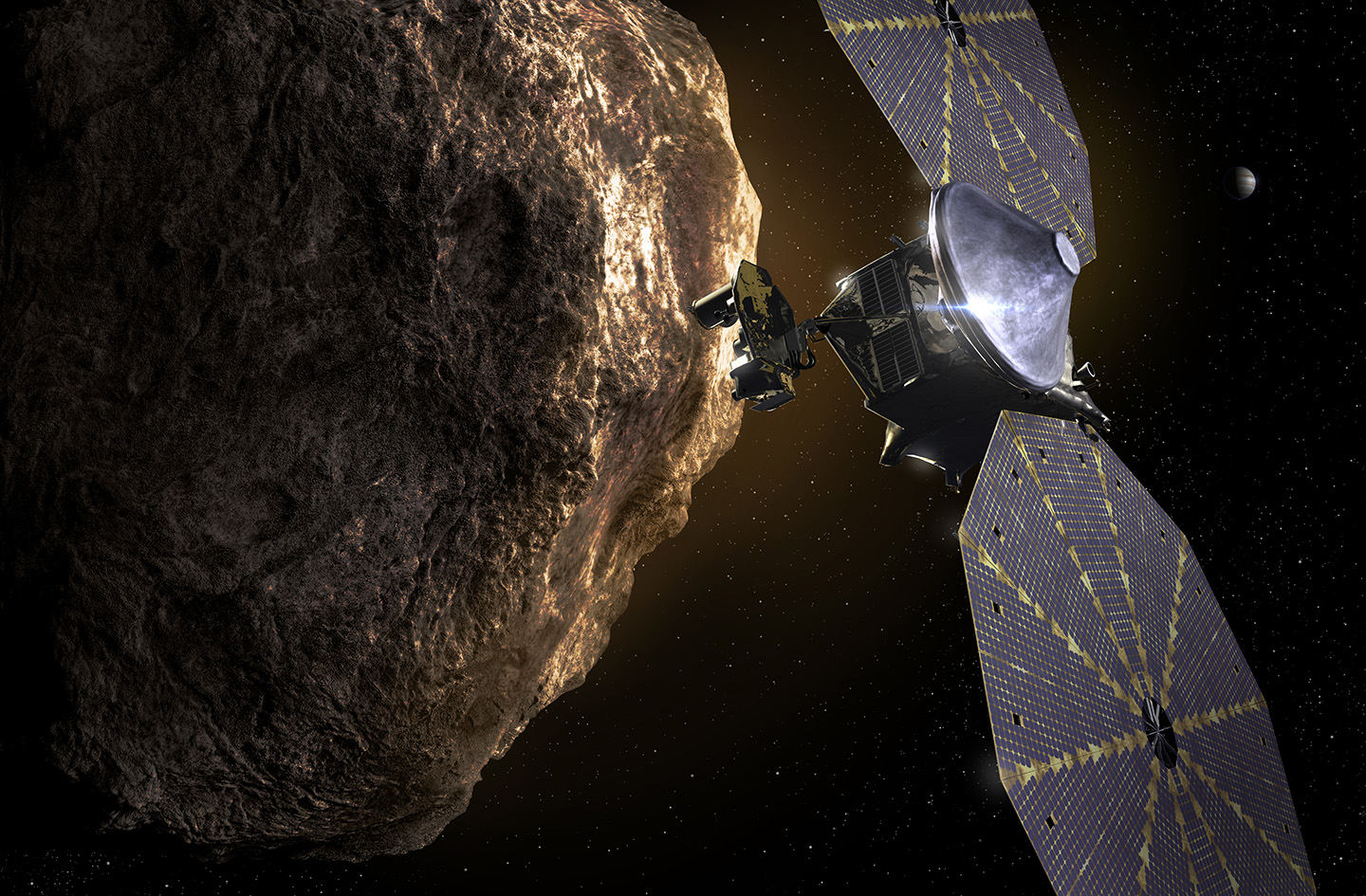
Lucy survolant un astéroïde avec sa plateforme porte-instruments pointée vers sa surface (vue d'artiste).

### Conception de la trajectoire
Une trajectoire complexe a été mise au point pour permettre à la sonde spatiale Lucy de survoler les sept astéroïdes en effectuant un unique passage dans les deux groupes d'astéroïdes troyens. Les orbites des astéroïdes visités ont des inclinaisons orbitales (par rapport au plan de l'écliptique) différentes les unes des autres ce qui impose de faire coïncider précisément le survol avec l'intersection entre les plans orbitaux de la sonde spatiale et du corps survolé. Tout délai dans l'heure de survol impose une correction de la trajectoire très consommatrice de carburant. Globalement la mission nécessite un changement de vitesse cumulé important évalué à 1,678 km/s. La précision des mesures faites depuis la Terre ne suffit pas pour garantir de passer à la distance souhaitée des astéroïdes. La sonde spatiale utilisera son système de navigation optique (OpNav), qui exploite les images prises par les caméras scientifiques, pour affiner la trajectoire des astéroïdes et réussir les survols des astéroïdes à la distance attendue en corrigeant sa vitesse à l'aide de sa propulsion. Pour atteindre les astéroïdes la sonde spatiale est placée après son lancement sur une orbite héliocentrique très elliptique (0,7) d'une périodicité de 6 ans (en résonance 1:2 avec la périodicité de Jupiter) dont l'apogée se situe au niveau de l'orbite de Jupiter. La fusée utilisée n'étant pas assez puissante pour injecter directement la sonde spatiale sur cette orbite, Lucy survole à deux reprises la Terre à faible distance pour gagner de la vitesse par assistance gravitationnelle. Lors de son premier passage à l'apogée de son orbite elle survole le premier groupe d'astéroïdes troyens, au deuxième passage, le système jupitérien ayant parcouru une demi orbite, son apogée lui fait traverser le deuxième groupe de troyens. En tout la sonde spatiale doit parcourir 6,3 milliards de kilomètres durant douze ans.

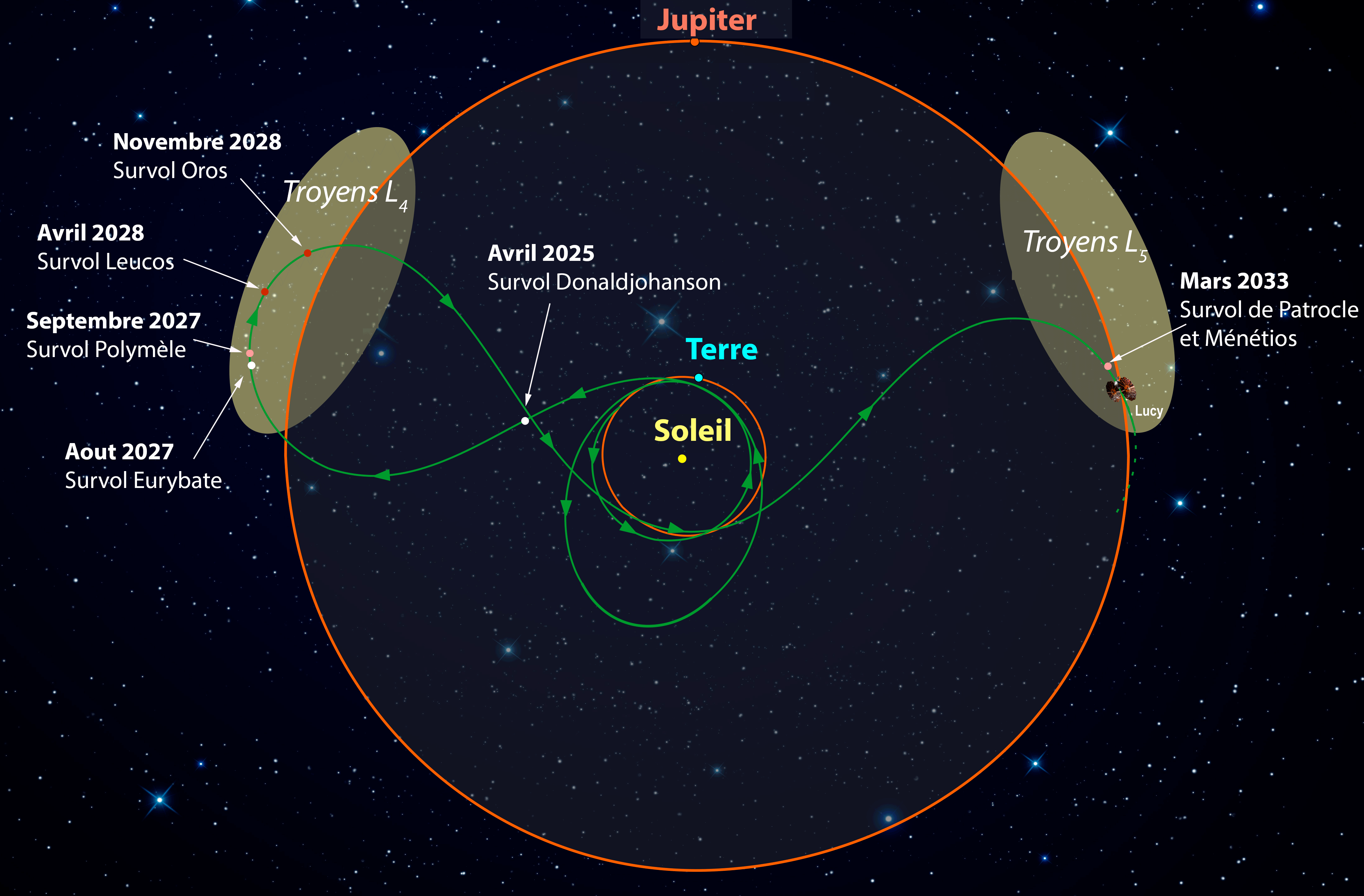
Trajectoire de Lucy dans le Système solaire avec indication des survols des astéroïdes troyens de Jupiter. Pour plus de clarté le groupe de troyens situés en est représenté dans sa position au moment du survol de 2027 (en fait en 2033 il se retrouve dans la position du groupe de troyens en).

| Date | Événement                               | Delta-v | Distance survol | Vitesse survol | Autre caractéristique                        |
| --- | --------------------------------------- | ------- | --------------- | -------------- | -------------------------------------------- |
| 16 octobre 2021 | Lancement                               |         |                 |                | C3 = 28,6 km2/s2                             |
| 15 novembre 2021 | Correction de trajectoire DSM-1         | 14 m/s  |                 |                |                                              |
| 16 octobre 2022 | Assistance gravitationnelle de la Terre |         | 298 km          |                |                                              |
| 1er novembre 2023 | Survol de (152830) Dinkinesh            |         | 425 km          | 4,5 km/s       | Phase solaire¹ = 119° (arrivée) 60° (départ) |
| 2 février 2024 | Correction de trajectoire DSM-2         | 898 m/s |                 |                |                                              |
| 13 décembre 2024 | Assistance gravitationnelle de la Terre |         | 347 km          |                |                                              |
| 20 avril 2025 | Survol de (52246) Donaldjohanson        |         | 960 km          | 13,4 km/s      | Phase solaire¹ = 14° (arrivée) 165° (départ) |
| 3 avril 2027 | Correction de trajectoire DSM-3         | 311 m/s |                 |                |                                              |
| 12 août 2027 | Survol de (3548) Eurybate               |         | 1 000 km        | 5,7 km/s       | Phase solaire¹ = 81° (arrivée) 99° (départ)  |
| 15 septembre 2027 | Survol de (15094) Polymèle              |         | 434 km          | 6 km/s         | Phase solaire¹ = 82° (arrivée) 98° (départ)  |
| 29 septembre 2027 | Correction de trajectoire DSM-4         | 122 m/s |                 |                |                                              |
| 18 avril 2028 | Survol de (11351) Leucos                |         | 1 000 km        | 5,9 km/s       | Phase solaire¹ = 104° (arrivée) 76° (départ) |
| 23 juillet 2028 | Correction de trajectoire DSM-5         | 347 m/s |                 |                |                                              |
| 11 novembre 2028 | Survol de (21900) Oros                  |         | 1 000 km        | 7,1 km/s       | Phase solaire¹ = 126° (arrivée) 54° (départ) |
| 26 décembre 2030 | Assistance gravitationnelle de la Terre |         | 640 km          |                |                                              |
| 3 mars 2033 | Survol de Ménétios                      |         | 1 075 km        | 8,8 km/s       | Phase solaire¹ = 56° (arrivée) 124° (départ) |
| 3 mars 2033 | Survol de (617) Patrocle                |         | 1 320 km        | 8,8 km/s       | Phase solaire¹ = 56° (arrivée) 124° (départ) |
| ¹ La phase solaire mesure ici l'angle entre les lignes Soleil-Astéroïde et Sonde spatiale-Astéroïde : une phase solaire supérieure à 90° signifie que la sonde spatiale s'approche du corps alors que celui-ci est partiellement côté obscur (180° = astéroïde n'est pas visible/éclairé.). |                                         |         |                 |                |                                              |

|  |  |

### Lancement (octobre 2021)

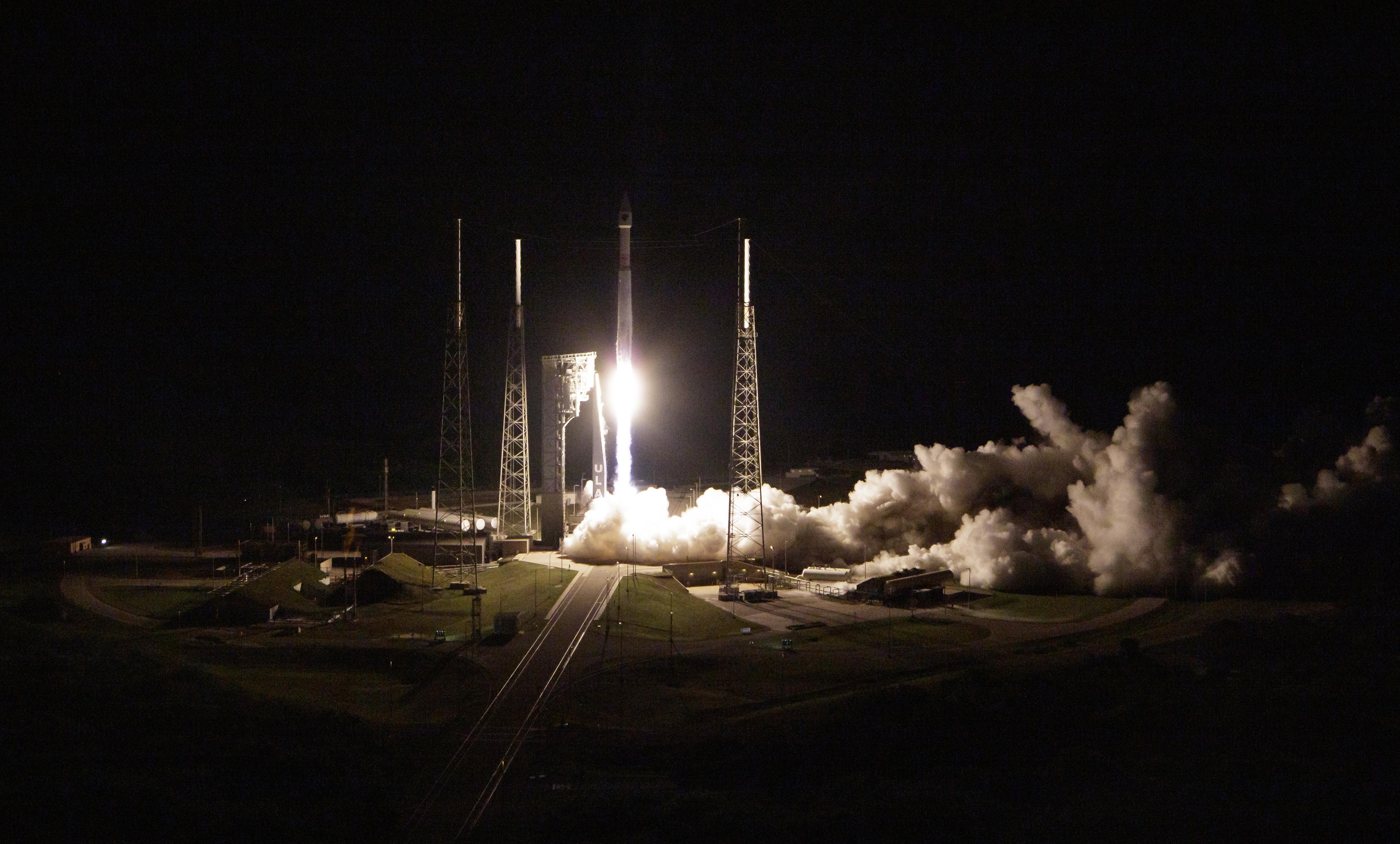
Lancement de Lucy par une fusée Atlas V 401 de nuit.

La sonde spatiale Lucy est placée sur orbite par un lanceur Atlas V 401 depuis la base de lancement de Cap Canaveral, décollant le 16 octobre 2021, c'est-à-dire le jour de l'ouverture de la fenêtre de lancement. Le lanceur utilisé est la version la moins puissante (sans propulseur d'appoint) équipée d'une coiffe de 4 mètres de diamètre. Lucy se sépare du dernier étage de la fusée 58 minutes après le lancement.
La première manœuvre effectuée après l'injection de la sonde spatiale sur sa trajectoire interplanétaire est le déploiement des panneaux solaires circulaires de 7,3 mètres de diamètre. Mais l'opération ne se passe pas normalement : pour l'un des deux panneaux, la NASA ne reçoit pas la confirmation que celui-ci s'est verrouillé en position ouverte : le panneau solaire est déplié sur 347° au lieu de 360°. Toutefois les mesures de la puissance électrique générée sont rassurantes : les panneaux solaires produisent plus de 90% de la puissance attendue (18 000 watts).

### Transit (2021-2026)
La sonde spatiale entame alors un périple de 12 ans et de 6 milliards de kilomètres au cours duquel elle doit survoler six systèmes d'astéroïdes, réaliser trois manœuvres d'assistance gravitationnelle avec la Terre et réaliser cinq corrections majeures de sa trajectoire à l'aide de sa propulsion.

#### Tentatives de déploiement du panneau solaire récalcitrant (2022-2024)

Animation montrant le déploiement des panneaux solaires tel qu'il aurait dû se dérouler.

En janvier 2022, les ingénieurs pensent avoir pu déterminer l'origine de l'anomalie de déploiement du panneau solaire. Celui-ci est déployé par un câble qui est enroulé autour d'un cabestan mu par un moteur. À la suite d'une perte de tension dans le câble (due à des interactions entre les processus de déploiement des deux panneaux solaires) celui-ci a glissé du cabestan et s'est enroulé autour de l'axe du moteur (de moindre diamètre) laissant 75 centimètres du câble non enroulés. Deux solutions sont alors étudiées. La première consiste à exercer une traction plus forte sur le moteur mais les ingénieurs souhaitent évaluer le risque avant de procéder. L'autre option consiste à laisser le panneau solaire partiellement déployé. Mais ils doivent évaluer le risque associé à l'utilisation de la propulsion principale en ayant un panneau solaire non verrouillé,. En avril 2022, les opérateurs de la sonde spatiale décident de tenter de dérouler complètement le panneau solaire. Ils procèdent en plusieurs étapes de manière à ne pas provoquer de surchauffe des moteurs chargés d'enrouler le câble. Le 16 juin ces opérations sont provisoirement interrompues car une conjonction solaire ne permet plus que des communications à bas débit mais on estime que le panneau solaire est presque complètement déployé (entre 353 et 357 degrés sur 360). La manœuvre d'assistance gravitationnelle, réalisée le 16 octobre 2022 en traversant les couches supérieures de l'atmosphère terrestre, a démontré que malgré l'absence de verrouillage du panneau solaire, celui-ci conservait sa forme. L'équipe de la NASA a alors tenté d'achever le déploiement en secouant la sonde spatiale par de brefs allumages de la propulsion sans obtenir de résultat. L'agence spatiale a décidé de reporter les dernières tentatives de déploiement lors du passage au plus près du Soleil (février 2024) et lors du deuxième survol de la Terre (12 décembre 2024)

#### Découverte du satellite de Polymèle (mars 2022)
L'équipe projet, qui observe de manière régulière à l'aide d'instruments terrestres les astéroïdes troyens que doit survoler la sonde spatiale, découvre en mars 2022 que Polymèle a un satellite de forme allongée (5 × 27 km) qui orbite à une distance d'environ 200 km.

#### Survol de Dinkinesh (1ernovembre 2023)

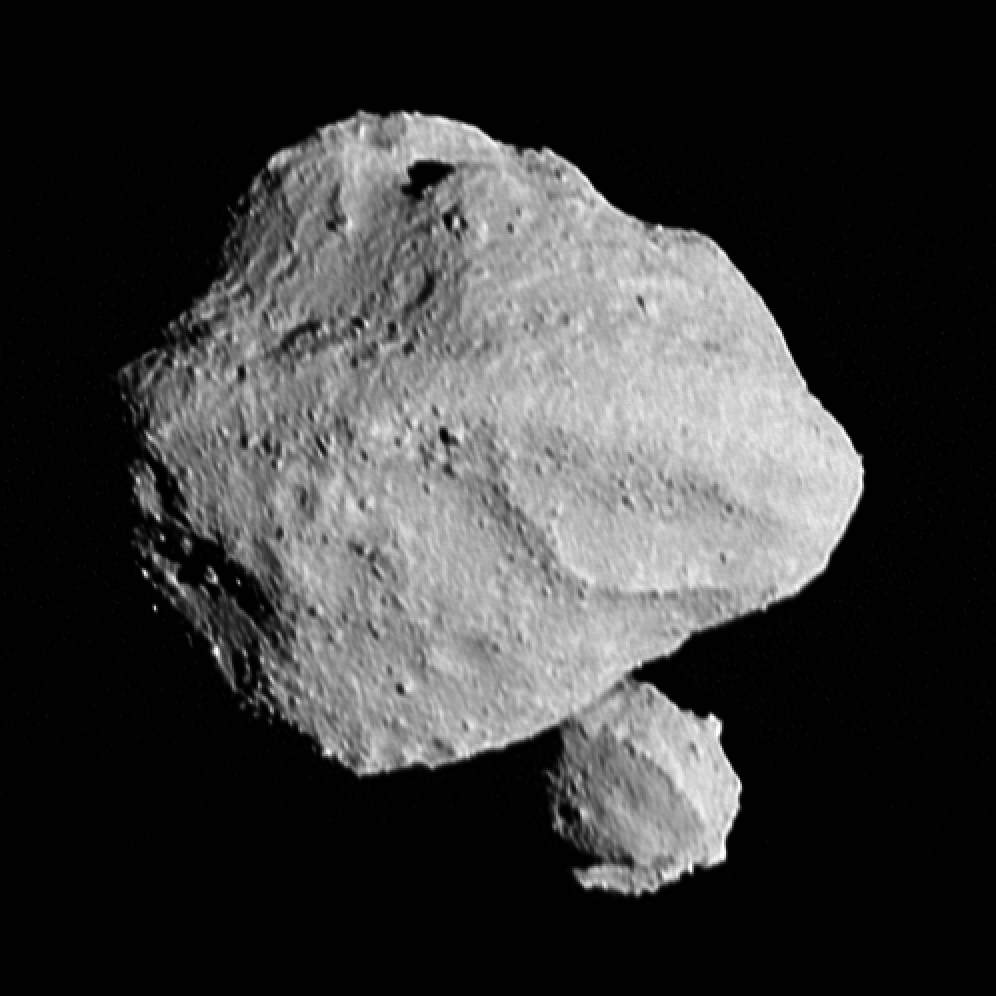
Photo de Dinkinesh et de son satellite Selam (en bas à droite) prise avec la caméra L'LORRI de la sonde spatiale Lucy une minute avant le passage au plus proche de l'astéroïde, à environ 430 km.

Lucy survole le 1er novembre 2023 son premier astéroïde, Dinkinesh, un astéroïde de type S de petite taille (790 mètres de diamètre). Ce survol a été décidé par l'équipe de la NASA en janvier 2023, donc après le lancement de la sonde spatiale pour tester le nouveau système optique de suivi et de navigation dont la dernière version permet de déterminer la position d'un corps céleste à partir d'un nombre d'images nettement plus réduit. Pour passer au plus près de l'astéroïde, la sonde spatiale a effectué deux manœuvres : le 9 mai 2023, la propulsion a modifié la vitesse de 3,4 mètres/seconde faisant passer la distance de survol de 650 000  à   65 000 kilomètres, et le 20 septembre, une nouvelle manœuvre a modifié la vitesse de 6 centimètres/seconde de manière à obtenir la distance de survol souhaitée. La sonde spatiale est passée à 425 kilomètres de distance à une vitesse relative de 4,5 km/s. Les photos prises durant le survol par la caméra L'LORRI ont permis de découvrir que Dinkinesh possède un petit satellite, nommé Selam quelques semaines après le survol. Ce satellite est un binaire à contact, constitué de deux lobes d'environ 212 et 234 m de diamètre. Comme Bénou et Ryugu, Dinkinesh comporte un bourrelet équatorial, mais contrairement à eux il ne semble pas constitué par un empilement de blocs. Les instruments MVIC, LEISA et L'TES ont également réalisé des observations durant ce survol.

#### Assistances gravitationnelles et manœuvres de correction de trajectoire

Séquence du survol de l'astéroïde (52246) Donaldjohanson

Pour atteindre le premier groupe d'astéroïdes troyens, la sonde spatiale doit survoler à deux reprises la Terre afin de gagner en vitesse grâce à l'assistance gravitationnelle de notre planète (octobre 2022 et décembre 2024). Après son lancement la sonde spatiale effectue plusieurs corrections de trajectoire avec sa propulsion. La première DSM-1 (deep-space maneuver), qui est réalisée moins d'un mois après le lancement, est de faible ampleur (delta-V de 14 m/s) et permet de positionner la sonde spatiale pour la première assistance gravitationnelle. Durant celle-ci la sonde spatiale passe à 351 kilomètres de la surface de la Terre. La deuxième correction de trajectoire DSM-2 est la plus importante de toute la mission (898 m/s), modifie le plan orbital, la forme de l'orbite et diminue légèrement sa période pour permettre le deuxième survol de la Terre. Ce dernier place la sonde spatiale sur une orbite qui lui permet d'atteindre celle des astéroïdes troyens.

#### Survol de l'astéroïde (52246) Donaldjohanson (avril 2025)
Durant son transit vers les astéroïdes troyens, la sonde spatiale traverse la ceinture d'astéroïdes en avril 2025. Elle survole à cette occasion l'astéroïde (52246) Donaldjohanson à une vitesse de 13,4 km/s et une distance de 960 kilomètres. Les photos prises par les caméras de la sonde spatiale montrent, comme prévu, que l'astéroïde a une forme allongée avec une longueur de 8 kilomètres pour un diamètre maximum de 3,5 kilomètres. Il semble composé par deux corps de tailles inégales (famille des petits corps binaire à contact) avec une zone de contact au diamètre logiquement beaucoup plus faible. Des cratères nombreux et de grande taille parsèment la surface de cet astéroïde qui a été formé il y a 150 millions d'années à la suite de la fragmentation de l'astéroïde (163) Érigone.

### Survol des astéroïdes troyens (2027-2033)
Son orbite culmine dans la région du point de Lagrange L4 en août 2027. Au cours de cette phase d'apogée, elle survole successivement quatre astéroïdes sur une période d'environ 15 mois : (3548) Eurybate, (15094) Polymèle, (21900) Oros et (11351) Leucos. Ces survols se déroulent à des vitesses comprises entre 5,8  et   7 km/s et à des distances comprises entre 400 et 1 000 km. Lucy repart alors vers son périgée à proximité de la Terre. Un survol de celle-ci lui permet par assistance gravitationnelle de modifier son inclinaison orbitale de 9 degrés afin de se diriger vers ses dernières cibles situées dans la région du point L5. Les deux derniers astéroïdes, (617) Patrocle et sa lune Ménétios, qui orbitent l'un autour de l'autre en tant que système astéroïdal, sont survolés à une distance de 1 000 km et une vitesse de 8,8 km/s,.

### Déroulement des survols
Les survols se déroulent à grande distance de la Terre : les astéroïdes troyens sont en effet situés à plus de 500 millions de kilomètres du Soleil soit cinq fois la distance Terre-Soleil. Le signal radio met plus de 50 minutes à parcourir la distance entre la sonde spatiale et la Terre, ce qui interdit tout contrôle à distance de l'engin et impose que celui-ci soit complètement autonome pour l'enchainement des opérations durant le survol des astéroïdes.
Les éphémérides troyens qui définissent l'orbite des astéroïdes troyens survolés et leurs principales caractéristiques (masse, forme, albédo) sont mal connues compte tenu de la faible taille et de l'éloignement de ces corps. Il est prévu d'effectuer une centaine d'observations par an pour affiner ces caractéristiques. Les versions du catalogue Gaia publiées avant les survols devraient également permettre d'améliorer la précision de ces données. 60 jours avant le survol d'un astéroïde par Lucy, différentes méthodes sont mises en œuvre pour affiner la trajectoire afin de passer à la distance souhaitée et la corriger si nécessaire. Ce sont des prises d'image de la cible par la caméra L'LORRI ainsi que des mesures de la vitesse de la sonde spatiale par effet Doppler et à l'aide de la technique Delta-DOR. Des petites corrections de trajectoire sont programmées 33 jours et 10 jours avant le survol.
Les images prises à des fins scientifiques débutent 12 jours avant le survol pour permettre l'identification éventuelle de satellites. La plus grande partie des données scientifiques sont recueillies durant les quatre jours qui précèdent et qui suivent le survol (huit jours en tout) pour répondre aux contraintes de résolution spatiale. Compte tenu de la période de rotation des astéroïdes troyens généralement inférieure à 100 heures, sa mesure (un des objectifs de la mission) peut être réalisée durant ce laps de temps pour tous les astéroïdes, sauf dans le cas de Leucos (période de rotation 445 heures). Aussi les observations seront prolongées au-delà des 4 jours après ce survol. Si la sonde spatiale, à la suite d'un incident interne, passe en mode survie durant les huit jours de collecte des données scientifiques, l'ordinateur de bord sera autorisé à traiter de manière autonome le problème et à repasser en mode de fonctionnement normal pour éviter la perte de données (normalement c'est le centre de contrôle sur Terre qui analyse les données du problème puis envoie des instructions pour rétablir la situation.
La distance retenue pour le survol résulte de la prise en compte de trois facteurs. La sonde spatiale doit passer suffisamment près pour que l'attraction gravitationnelle de l'astéroïde puisse être mesurée par le changement de vitesse induit (via la mesure de l'effet Doppler). La proximité est également recherchée pour que la résolution spatiale des images de la surface réalisées à l'aide de la caméra L'LORRI soit suffisante pour identifier les principales caractéristiques géologiques. A contrario une distance de survol trop faible limite la durée des prises d'images avec une incidence du rayonnement solaire relativement rasante (30-60°) nécessaire pour identifier les formations géologiques. Pour identifier les cratères de 70 mètres minimum (cahier des charges) une résolution spatiale de 14 mètres est suffisante. Compte tenu de ces éléments une distance de survol de 1 000 kilomètres a été généralement retenue. Pour pouvoir mesurer la masse et le volume de Polymèle avec une précision suffisante (25 et 22%) compte tenu de sa faible taille, la distance de survol de cet astéroïde est abaissée à 434 kilomètres.

Cette plaque fixée sur le corps de la sonde spatiale, gravée avec un schéma de l'orbite de la sonde spatiale et des citations de plusieurs personnalités, est à destination de nos (lointains) descendants.

Durant le survol, les instruments sont maintenus pointés vers l'astéroïde en faisant pivoter à la fois la sonde spatiale et la plateforme qui supporte les instruments et qui dispose de deux axes de liberté. La plupart des opérations effectuées durant la phase de survol rapproché sont déclenchées par un système de programmation horaire détaillée préétabli. Toutefois certaines actions sont déclenchées par la sonde spatiale de manière autonome dès qu'elle se situe à une distance programmée de l'astéroïde. Cette distance est mesurée à l'aide des images prises par les caméras de navigation TTCam. Ce mode opératoire permet de prendre des images/mesures avec une meilleure précision.

### Fin de mission
À l'issue de sa mission, Lucy se retrouve sur une orbite particulièrement stable qu'elle devrait continuer à parcourir durant des centaines de milliers voire des millions d'années. Comme dans le cas de plusieurs sondes spatiales de la NASA lancées précédemment, Lucy emporte une plaque gravée. Celle-ci est une capsule temporelle à destination éventuelle de nos lointains descendants. Elle présente un schéma du système solaire avec l'orbite de la sonde spatiale ainsi que des citations de plusieurs penseurs (scientifiques, poètes, musiciens, hommes politiques…) éminents.

## Caractéristiques techniques de la sonde spatiale
Lucy est une sonde spatiale stabilisée 3 axes d'une masse de 1,5 tonne. La plateforme de l'engin présente la particularité d'emporter une proportion importante d'ergols (plus de 700 kilogrammes d'ergols soit près de la moitié de sa masse au décollage) qui sont nécessaires pour effectuer les nombreuses manœuvres effectuées durant la mission (modifications et corrections de trajectoire) et d'utiliser des panneaux solaires de très grande taille nécessaires pour fournir l'énergie malgré l'éloignement du Soleil sur la majeure partie de la trajectoire.

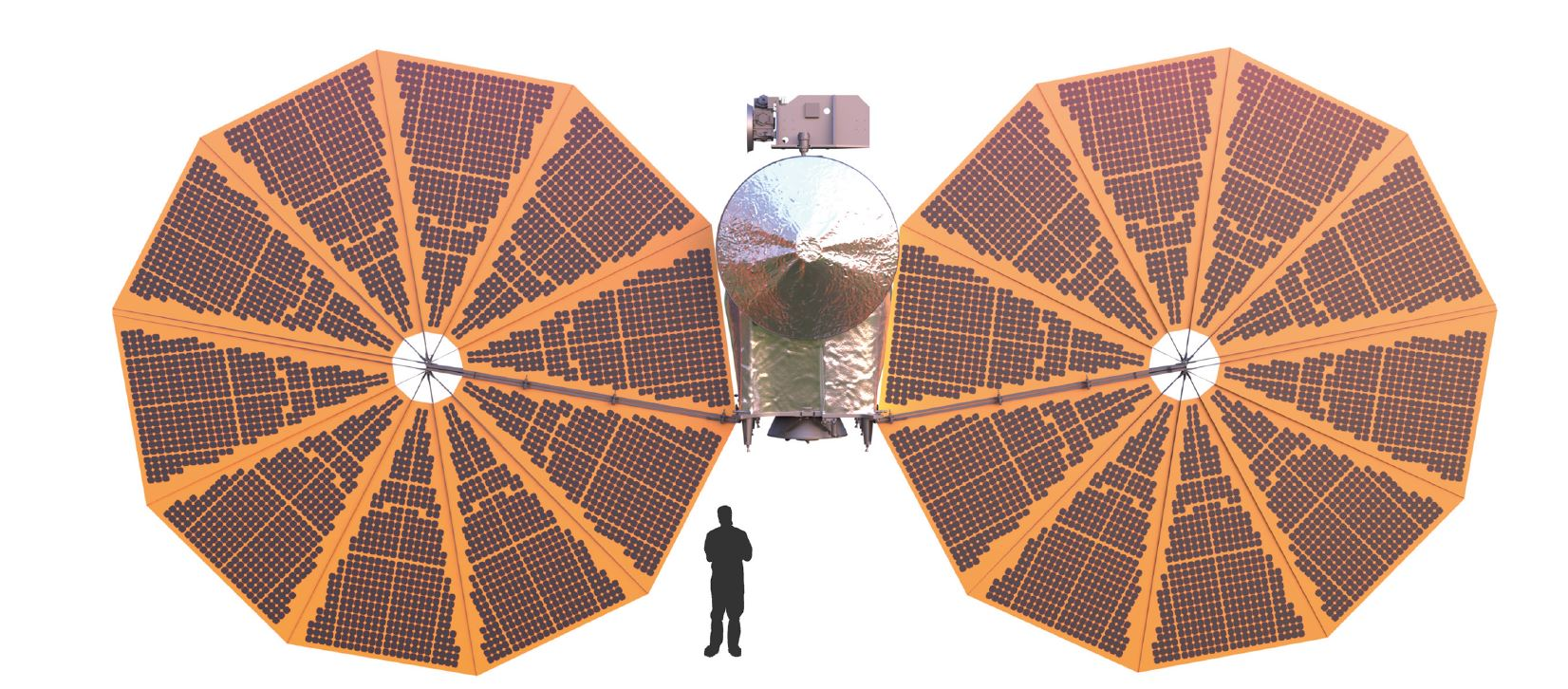
Schéma de la sonde spatiale avec une silhouette humaine donnant l'échelle. On distingue la plateforme orientable portant les instruments scientifiques au-dessus du corps de Lucy et l'antenne parabolique utilisée pour les communications avec la Terre.

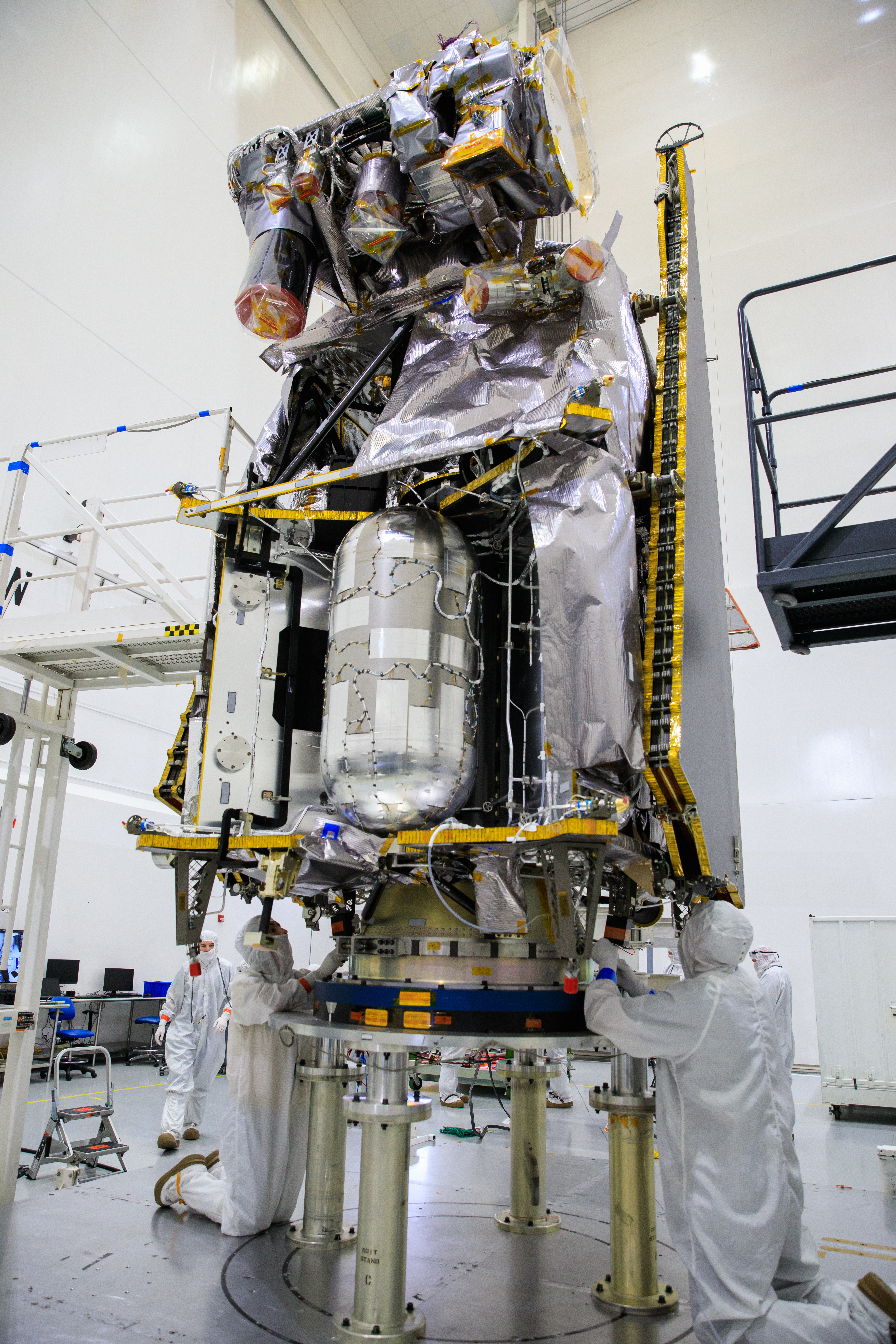
La sonde spatiale est préparée avant son lancement. On distingue dans la partie supérieure, la plateforme orientable supportant les instruments scientifiques et sur le côté un des deux panneaux solaires en position repliée.

Le corps de la sonde spatiale est un parallélépipède de 1  à   2 mètres de côté. Deux immenses panneaux solaires circulaires Ultra Flex de 7,2 mètres de diamètre sont fixés de part et d'autre de la sonde spatiale. Chacun des deux panneaux solaires a une masse de 77 kg ce qui représente au total 20% de la masse à vide de la sonde spatiale. En position repliée leur épaisseur n'est que de 10 centimètres. Leur surface, particulièrement importante, est nécessaire pour capter le faible rayonnement solaire qui subsiste au niveau de l'orbite de Jupiter (il est 25 fois plus faible qu'au niveau de la Terre car le Soleil est distant d'environ 5 Unités Astronomiques). Une fois les panneaux solaires déployés en orbite, l'envergure de la sonde spatiale atteint 14,25 mètres en largeur et 7,2 mètres en hauteur. Les panneaux solaires fournissent 504 watts lorsque Lucy survole les astéroïdes troyens (18 000 watts au niveau de l'orbite terrestre). Le contrôle de l'orientation est réalisé à l'aide de roues à réaction. Le système de propulsion utilise des ergols hypergoliques. Les données recueillies par les instruments sont envoyées vers la Terre en bande X par l'intermédiaire d'une antenne parabolique grand gain de 2 mètres de diamètre.

## Instrumentation scientifique
La charge utile comprend trois instruments scientifiques : une caméra haute résolution (L'LORRI), un spectromètre imageur visible et proche infrarouge (L'Ralph) et un spectromètre infrarouge thermique (L'TES). Par ailleurs deux équipements de la sonde spatiale sont utilisés de manière secondaire à des fins scientifiques : le système de télécommunications en bande X et les caméras de navigation. Les performances des instruments (résolution, rapport signal/bruit…) ont été fixés pour répondre aux besoins détaillés des objectifs. Les trois instruments scientifiques ainsi que les caméras de navigation sont fixés sur une plateforme (IPP) pouvant être orientées de manière indépendante de la sonde spatiale. Celle-ci dispose de deux degrés de liberté : l'IPP peut pivoter de 199° dans le plan du survol (celui-ci est défini par le vecteur de déplacement et l'astéroïde) et 24° au-dessus et au-dessous du plan de survol.

Schémas de la plateforme orientable IPP et des instruments qui y sont installés
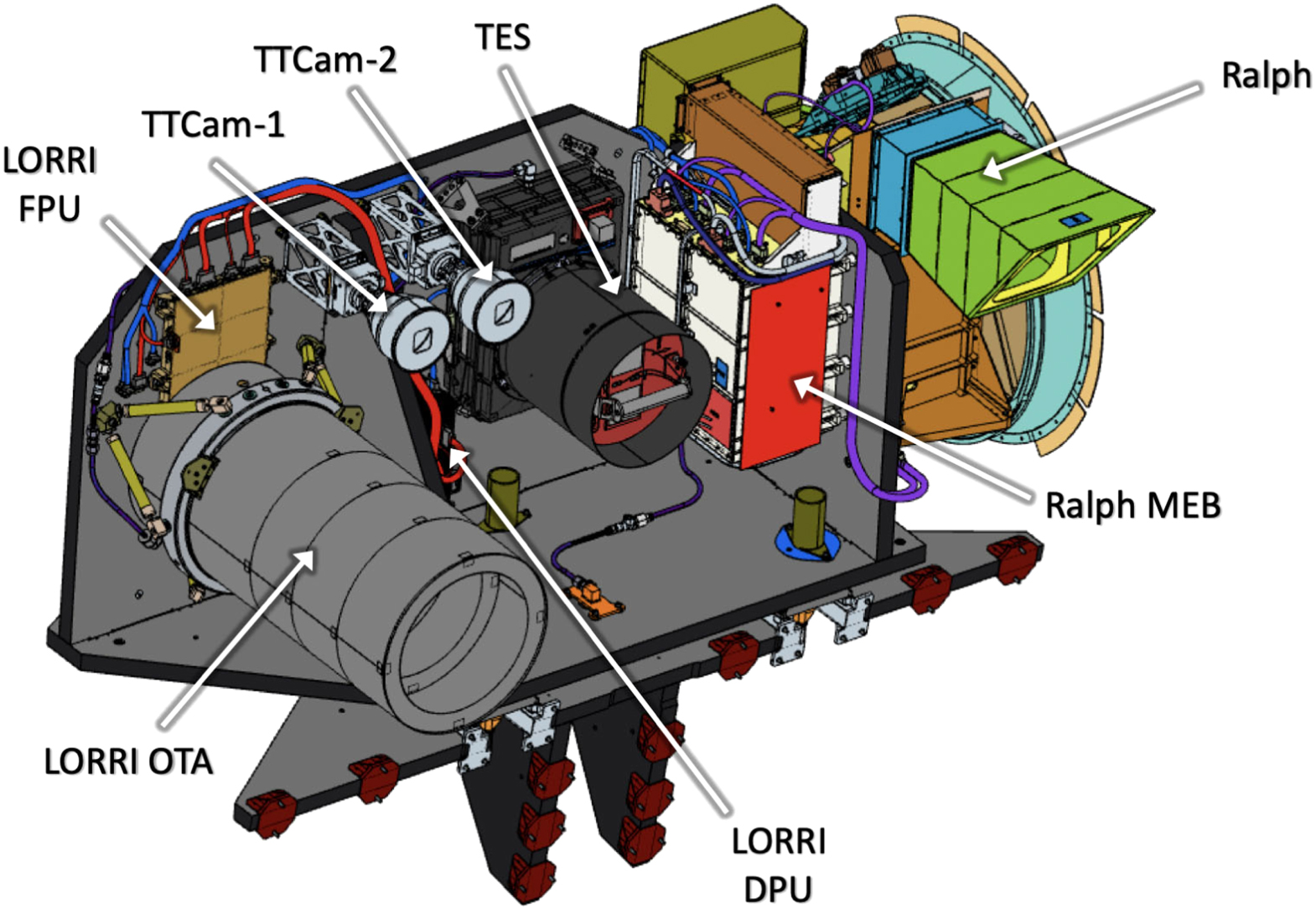
Vue interne.
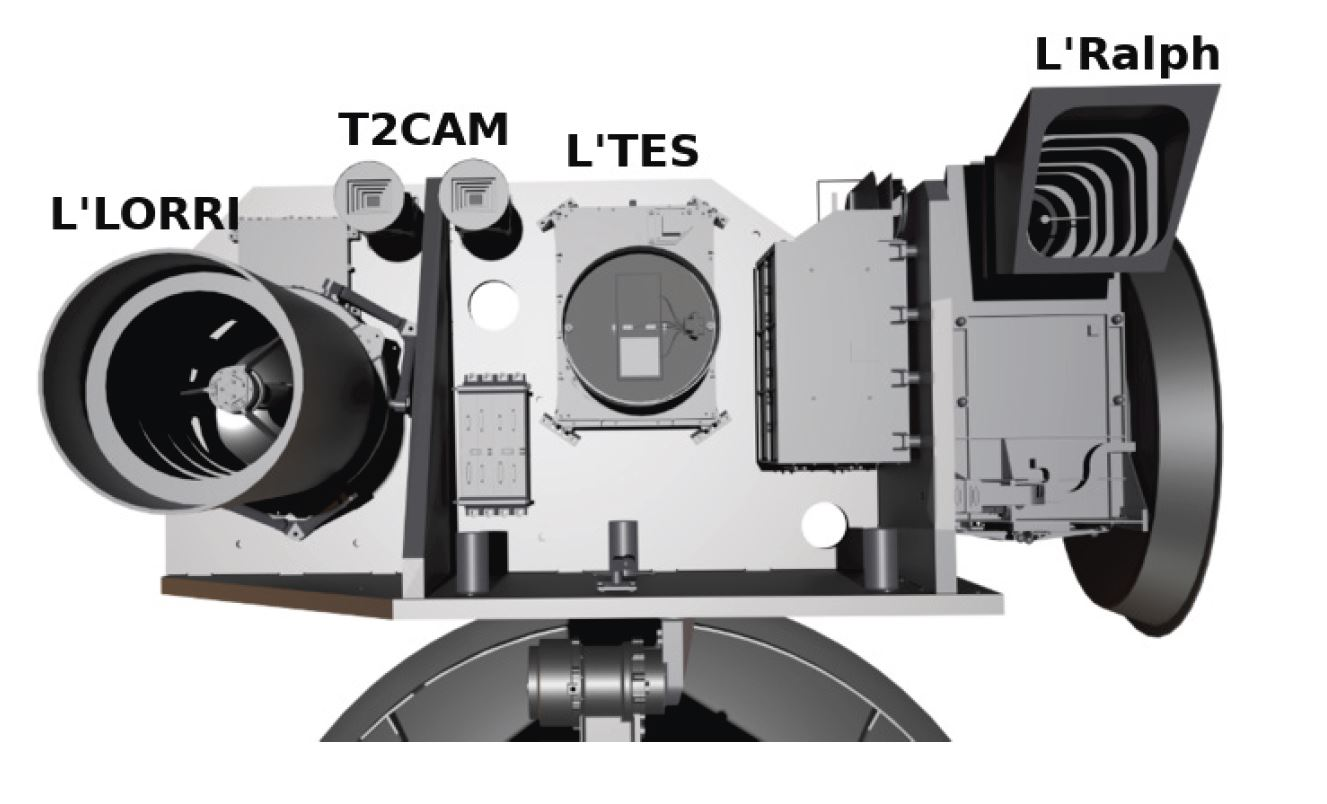
vue externe.

### Caméra à haute résolution L'LORRI

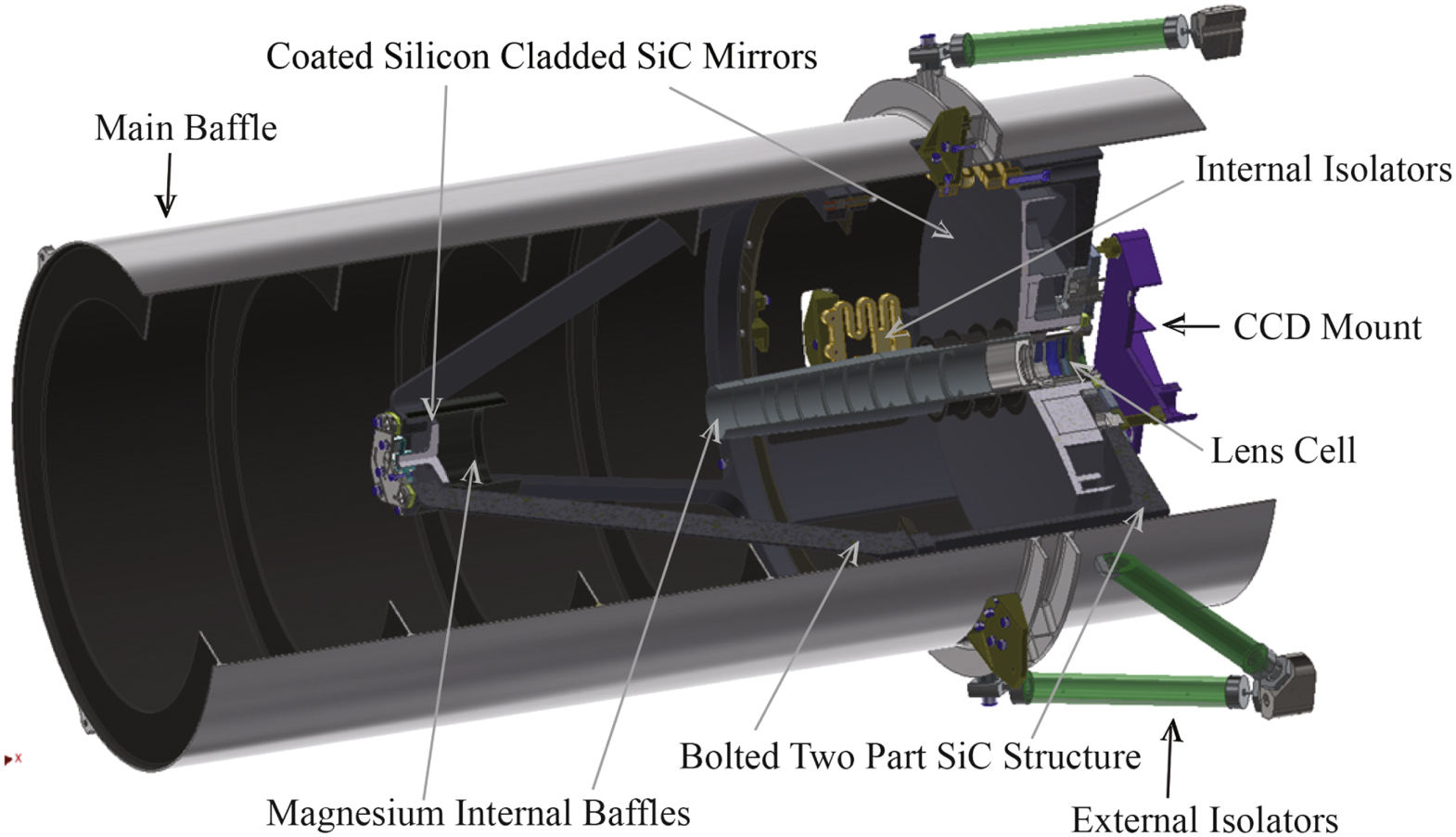
Schéma de L'LORRI.

L'LORRI (Lucy's LOng Range Reconnaissance Imager) est une caméra qui réalise des photos panchromatiques à haute résolution spatiale. Elle fonctionne en lumière visible (0,35-0,85 micron). Le miroir primaire a un diamètre de 20,8 centimètres et la longueur focale est de 262 centimètres. Le détecteur fourni par Teledyne e2v comporte 1 024 × 1 024 pixels. Chaque pixel couvre un volume de 5 microradians : la FWHM de 15 microradians ce qui permet une résolution spatiale de 15 mètres au moment du survol d'un astéroïde à une distance de 1 000 kilomètres. L'LORRI doit prendre des images détaillées de la surface des astéroïdes. La caméra dérive de l'instrument LORRI de la sonde spatiale New Horizons. L'instrument est fourni par le laboratoire de recherche APL de l'Université John Hopkins.

### Spectromètre-imageur L'Ralph

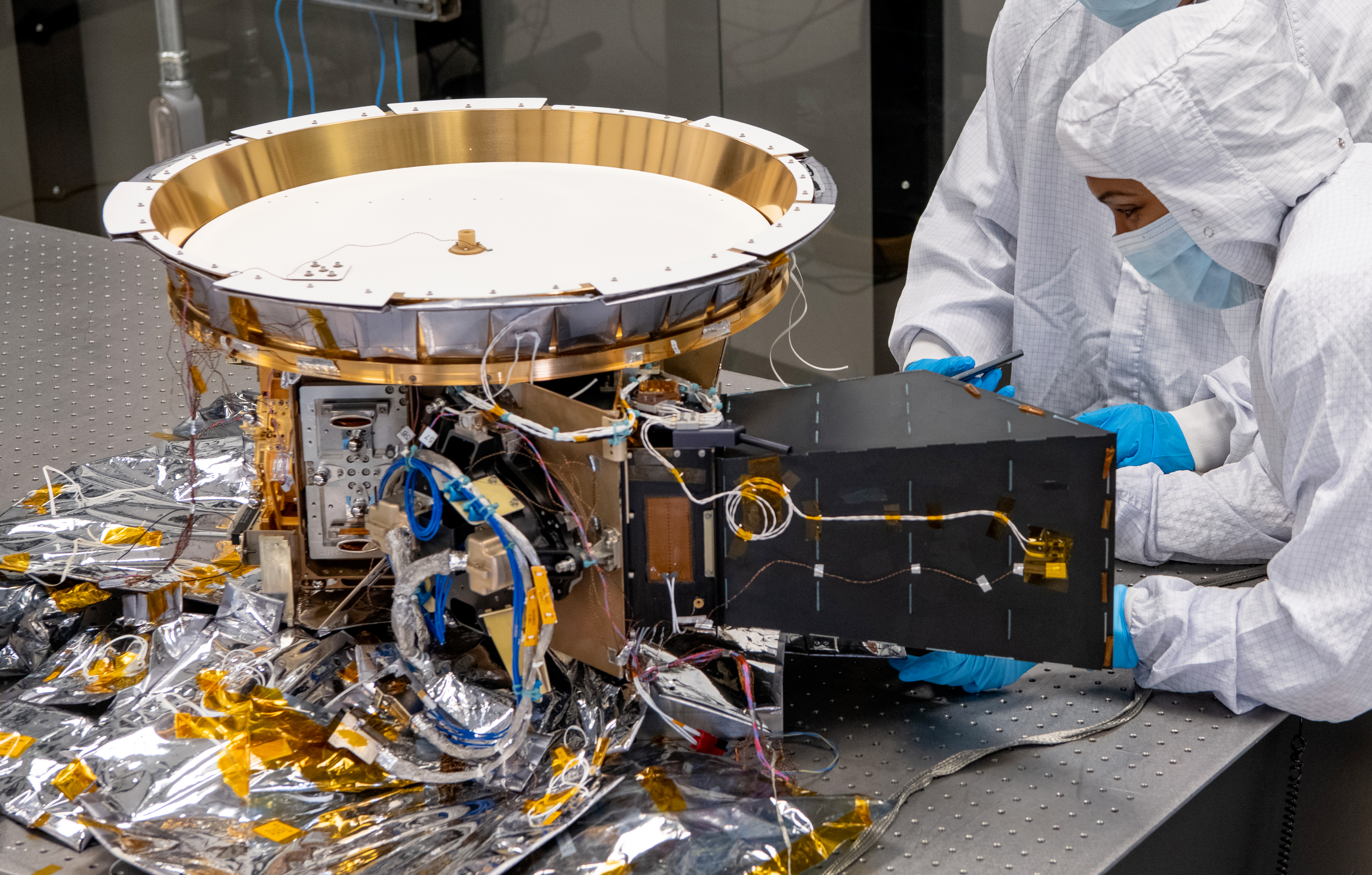
L'instrument L’Ralph en cours d'assemblage. Le radiateur circulaire est identifiable.

L'Ralph est un instrument qui combine la caméra panchromatique et couleurs MVIC (Multi-spectral Visible Imaging Camera) fonctionnant en lumière visible (0,4-0,914 micron) et le spectromètre-imageur LEISA (Linear Etalon Imaging Spectral Array) fonctionnant dans le proche infrarouge (0,95-3,6 microns). Les deux instruments partagent la même optique. Celle-ci est un télescope anastigmatique à trois miroirs f/6 avec une ouverture de 75 millimètres et un miroir semi-réfléchissant qui envoie le rayonnement ayant une longueur d'onde inférieure à 0,96 microns vers MVIC et celui caractérisé par une longueur d'onde supérieure vers LEISA,.
Le plan focal de MVIC comprend 6 détecteurs de type TDI de 5 000 × 64 pixels. Chacun est destiné à la mesure d'une bande spectrale : violet, vert, orange, phyllosilicate (627-758 nanomètres), proche infrarouge (753-914 nm) et panchromatique (377-914 nm). Le champ de vue a une largeur de 8,3° dans la direction perpendiculaire au sens de déplacement (les images sont collectées ligne par ligne au fur et à mesure de l'avancement de la sonde spatiale). La résolution spatiale de MVIC est de 29 microradians (soit 29 mètres à 1 000 kilomètres de distance). MVIC prendra des photos en couleurs des astéroïdes.
Le détecteur de LEISA est de type H2RG et utilise un alliage de tellurure de mercure-cadmium (HgCdTe). Il est maintenu à 100 kelvin de manière passive râce à un radiateur circulaire de 50 centimètres diamètre. La résolution spatiale de MVIC est de 68 microradians (68 mètres à 1 000 kilomètres de distance). La résolution spectrale est de 10 nanomètres. LEISA doit permettre d'identifier les différents silicates, glaces et composés organiques présents à la surface des astéroïdes.
L'instrument dérive de celui embarqué sur la mission New Horizons. Plusieurs modifications ont été apportées : la bande spectrale observée est plus large, un miroir mobile permet d'éviter de faire pivoter la sonde spatiale pour effectuer les prises d'images en continu et le détecteur infrarouge comprend 2 000 × 2 000 pixels contre 256 × 256 pour l'instrument de New Horizons. L'instrument est fourni par le centre de vol spatial Goddard (établissement de la NASA).

### Spectromètre infrarouge thermique L'TES

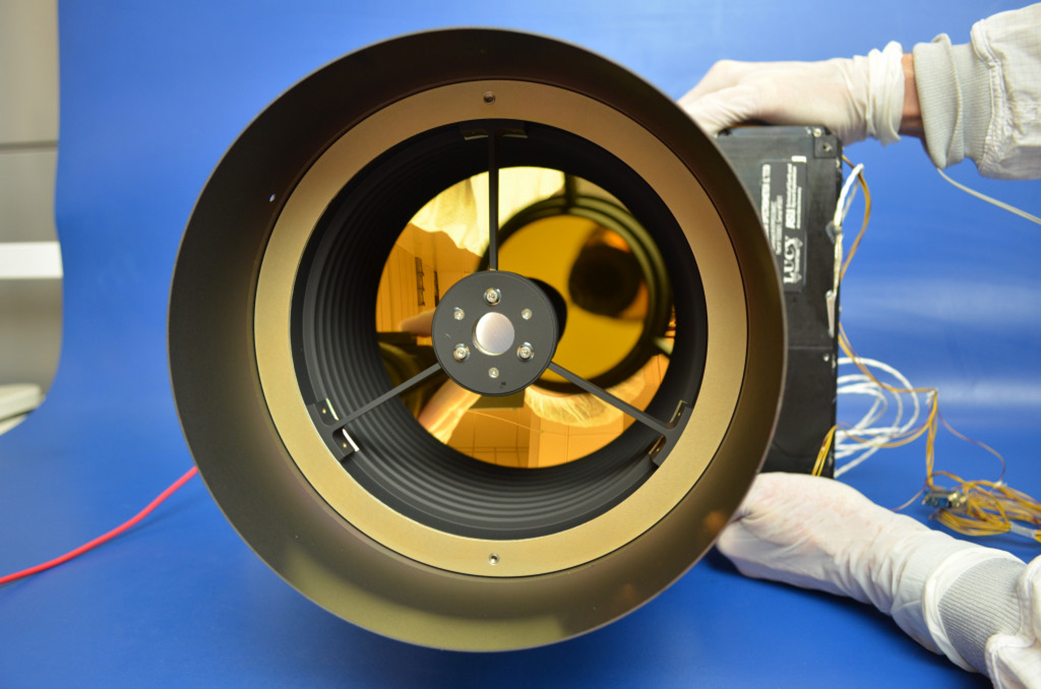
L'instrument L'TES instrument dans une salle blanche de l'Université d'état de l'Arizona.

L'TES (Lucy's Thermal Emission Spectrometer) est un spectromètre infrarouge thermique qui mesure les émissions dans la bande spectrale 6-75 microns. L'instrument permet de mesurer la température du sol des astéroïdes et d'en déduire certaines propriétés comme l'inertie thermique ainsi que la composition et la structure des matériaux présents à la surface. Chaque pixel couvre un volume de 6,5 microradians (résolution spatiale de 6,5 mètres à 1 000 kilomètres de distance) et la température est mesurée avec une précision de 2 kelvin lorsqu'elle est supérieure à 75 kelvin. La prise d'image débute un jour avant le survol et s'achève un jour après. L'instrument comprend un télescope Cassegrain de 15,2 centimètres de diamètre, un interféromètre de Michelson et un détecteur de type DLATGS. Il dérive de l'instrument OTES embarqué à bord des missions OSIRIS-REx et Mars Global Surveyor. L'instrument est fourni par l'Université d'état de l'Arizona.

Schéma des instruments L'TES et L'Ralph
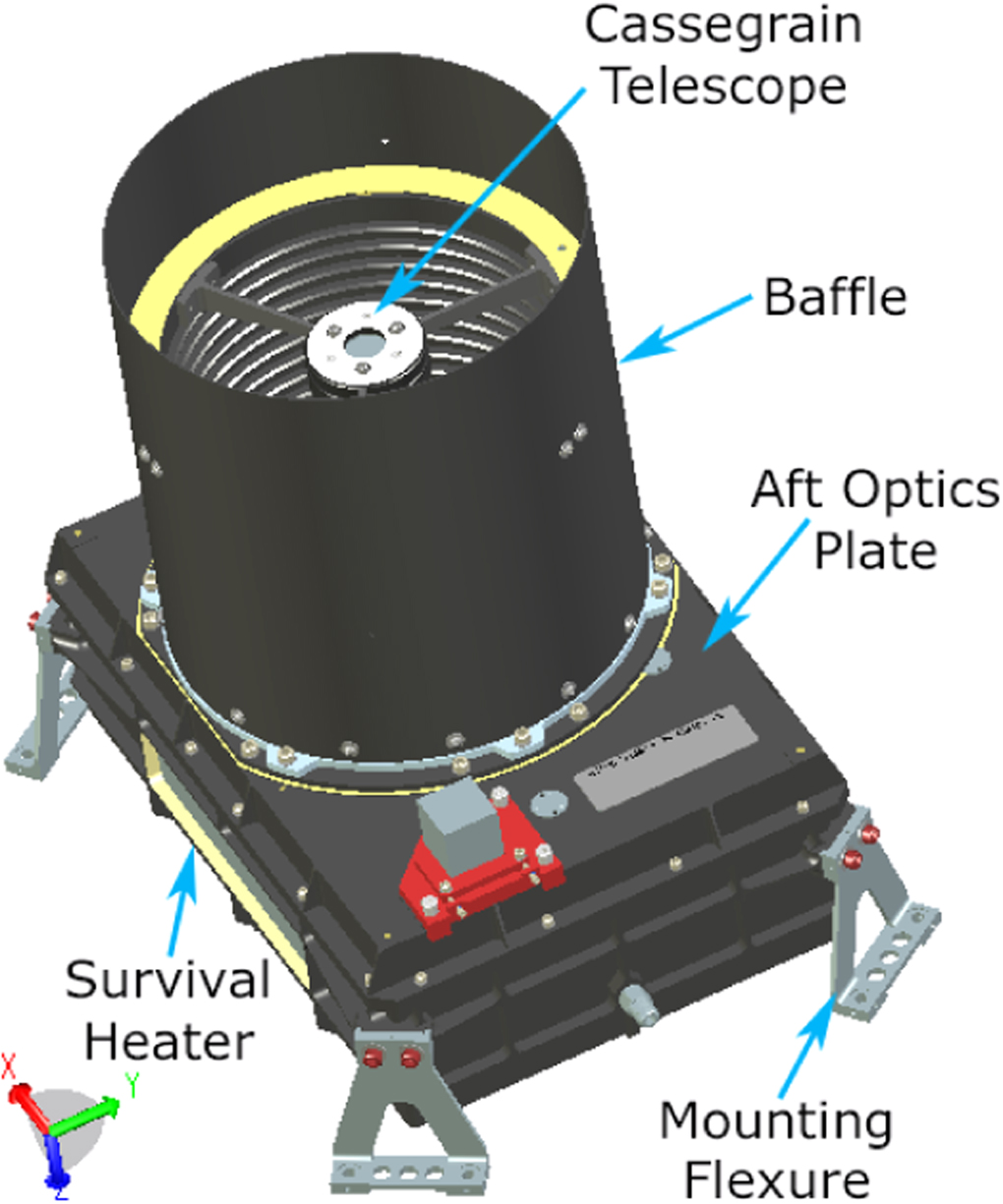
Schéma de L'TES
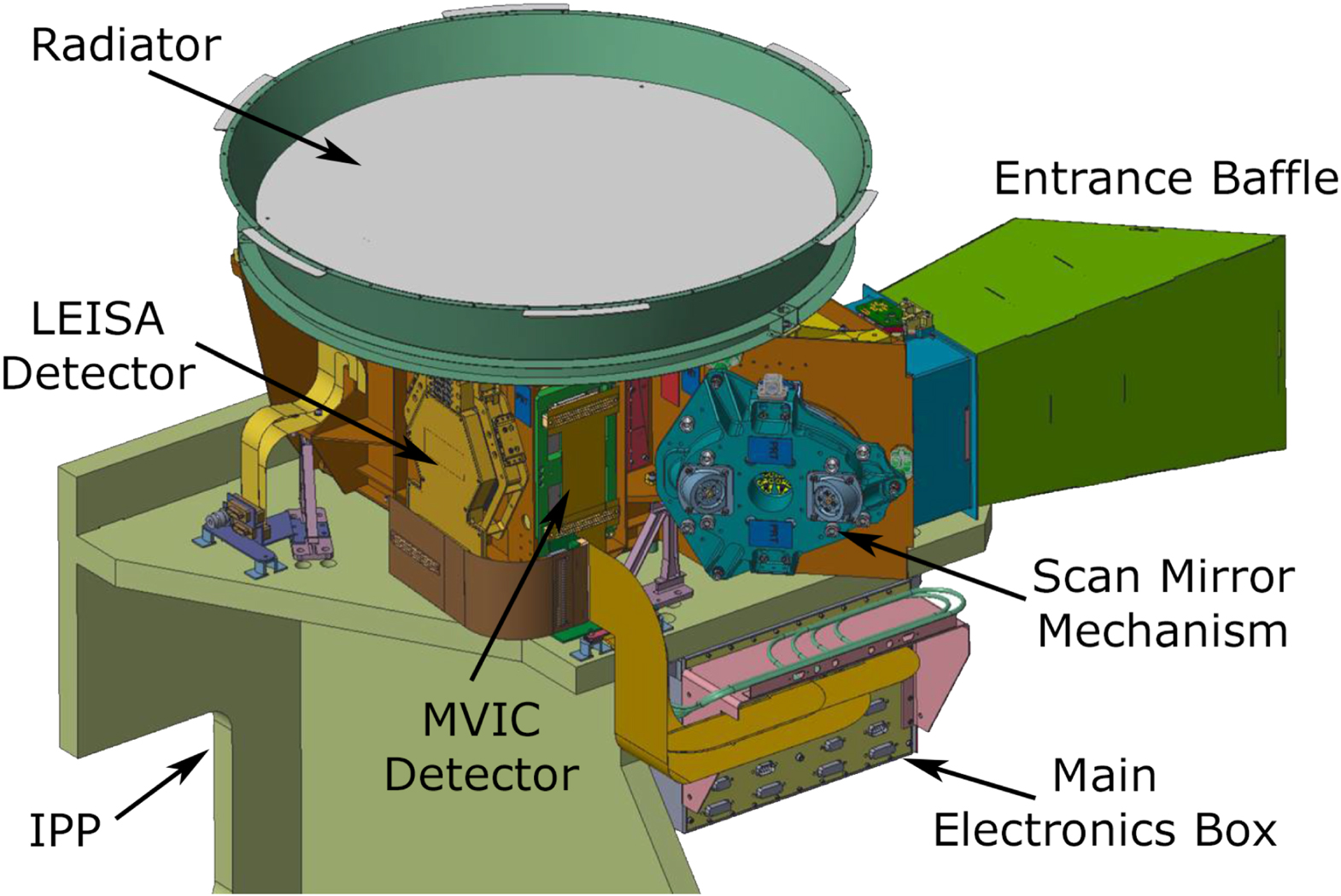
Schéma de L'Ralph

### Caméras de navigation TTCam
La sonde spatiale dispose de deux caméras redondantes TTCam (Terminal Tracking Cameras) qui sont utilisées pour permettre un pointage autonome de la plateforme porte-instruments lors du survol des astéroïdes. Ces caméras sont également utilisées à des fins scientifiques pour déterminer la forme des astéroïdes. Leur large champ de vue (11° x 8,2°) permet de photographier l'ensemble de la surface de ceux-ci durant l'ensemble du survol contrairement à la caméra haute résolution L'LORRI qui dispose d'un champ de vue plus étroit. Ces caméras sont fournies par la société Malin Space Science Systems et sont dérivées de la caméra utilisée par la sonde spatiale OSIRIS-REx lors du prélèvement d'échantillon de sol. L'optique a une ouverture de 10 millimètres et une longueur focale de 29,7 millimètres. Le détecteur de type CMOS monochrome comprend 2 752 × 2 004 pixels utilisables. Chaque pixel couvre un volume de 74,1 microradians (résolution spatiale de 74 mètres à 1 000 kilomètres de distance).
| Caractéristique                    | L'LORRI   | L'TES   | L'Ralph/MVIC | L'Ralph/LEISA | TTCam       |
| ---------------------------------- | --------- | ------- | ------------ | ------------- | ----------- |
| Masse (kg)                         | 14,0      | 7.7     | 37,0         | 37,0          | 2,96        |
| Consommation électrique (Watts)    | 12,4      | 17,6    | 30           | 30            | 10          |
| Champ de vue (degrés)              | 0,29      | 0,57    | 8.3          | 1,4x3,4       | 11x8,2      |
| Résolution spatiale (microradians) | 5.0       | N/A     | 29           | 80            | 74          |
| Bande spectrale (microns)          | 0,45–0,85 | 6–75    | 0,38–0,92    | 1,0–3,8       | 0,425–0,675 |
| Résolution spectrale (nanomètres)  | 400 nm    | 10 cm−1 | 47–550 nm    | 10 nm         | 250 nm      |

### Radio-science
L'expérience de radio-science utilise le système de télécommunications en bande X de la sonde spatiale pour mesurer le décalage Doppler subi par la sonde spatiale lors du survol des astéroïdes. La gravité de ces corps modifie la vitesse de Lucy et ce changement peut être mesuré par ce procédé et permet d'en déduire la masse (et la densité) des astéroïdes. Cette expérience est mise en œuvre avant et après le survol rapproché de l'astéroïde. En effet durant la période de survol rapprochée d'une durée de 9 heures les instruments scientifiques sont pointés vers la surface de l'astéroïde et l'antenne parabolique n'est plus alignée avec la Terre.

## Opérations au sol
Le centre des opérations scientifiques (SOC) chargé de planifier les observations et de programmer leur exécution par les instruments L'LORI, L'Rallph et L'TES est hébergé par l'institut de recherche Southwest Research Institute (SWRI) à Boulder (Colorado). Le centre de contrôle de la sonde spatiale (MOC) est pris en charge par son constructeur Lockheed Martin et est installé à Littleton (Colorado). Le centre de vol spatial Goddard à Greenbelt (Maryland) assure la gestion des opérations via son centre SSMO (Space Science Mission Operations).